# Torneo Federal A 2023
El Torneo Federal A 2023 fue la undécima edición del certamen, perteneciente a la tercera categoría para los clubes indirectamente afiliados a la AFA. El número de participantes aumentó a treinta y seis, para igualar la cantidad de integrantes de cada zona a partir de la nueva regionalización del torneo, implementada con el objetivo de evitar traslados extensos de los planteles y reducir gastos de las instituciones.
Los nuevos participantes fueron los seis equipos ascendidos del Torneo Regional Federal Amateur 2022-23: Germinal, de Rawson, cuya última participación fue en la temporada 1996-97; 9 de Julio, de Rafaela, que volvió después del descenso en la temporada 2010-11; San Martín, de la localidad mendocina de nombre homónimo, que recuperó su lugar en el certamen en el que participó por última vez en la  temporada 2006-07; Sol de América, de Formosa, que regresó al torneo tras perder la categoría en la temporada 2016-17; Atenas, de Río Cuarto, y El Linqueño, de Lincoln, ambos debutantes. Por otra parte, el descendido de la Primera Nacional 2022, Ramón Santamarina, de Tandil, volvió después de su última intervención en la temporada 2013-14.
Consagró campeón a Gimnasia y Tiro, de la ciudad de Salta, que obtuvo el único ascenso a la Primera Nacional, tras derrotar en la final a Douglas Haig, equipo que tuvo la posibilidad de un segundo ascenso en un partido de repechaje contra San Miguel, ganador del torneo reducido de la Primera B 2023. Por otra parte, se determinaron dos descensos al Torneo Regional Federal Amateur, y clasificó a diez equipos a la Copa Argentina 2024.

## Ascensos y descensos

### Equipos salientes
| Posición        | Descendidos del Torneo Federal A 2022 |
| --------------- | ------------------------------------- |
| 16.º Zona Sur   | Desamparados                          |
| 17.º Zona Sur   | Deportivo Camioneros                  |
| 16.º Zona Norte | Atlético Paraná                       |
| 17.º Zona Norte | Juventud Unida (G)                    |

| Posición | Ascendidos a la Primera Nacional 2023 |
| -------- | ------------------------------------- |
| Campeón  | Racing (C)                            |

### Equipos entrantes
| Posición        | Ascendidos del TRFA 2022-23 |
| --------------- | --------------------------- |
| Primer ascenso  | Germinal                    |
| Segundo ascenso | El Linqueño                 |
| Tercer ascenso  | Sol de América (F)          |
| Cuarto ascenso  | Atenas (RC)                 |
| Quinto ascenso  | San Martín (SM)             |
| Sexto ascenso   | 9 de Julio (R)              |

| Posición | Descendidos de la Primera Nacional 2022 |
| -------- | --------------------------------------- |
| 36.º     | Ramón Santamarina                       |

- De esta manera, el número de participantes aumentó a treinta y seis equipos.

## Formato

### Etapa clasificatoria
Se agrupó a los equipos en cuatro zonas definidas geográficamente de nueve integrantes cada una, que se disputaron por el sistema de todos contra todos, en cuatro ruedas. Los que ocuparon los cuatro primeros puestos clasificaron a la Etapa final y los cuatro ubicados en el último lugar se enfrentarán en dos cruces para decidir los dos descensos.

### Etapa final
La disputarán, por eliminación directa, los dieciséis clasificados de la Etapa clasificatoria. El ganador se consagrará campeón y ascenderá a la Primera Nacional, mientras que el perdedor de la final disputará un repechaje con al ganador del torneo reducido de la Primera B por un eventual segundo ascenso.

### Clasificación a la Copa Argentina 2024
Los equipos ubicados en los dos primeros puestos de cada zona y los dos mejores terceros clasificarán a la Fase final de la Copa Argentina 2024

## Equipos participantes
| Zona                          | Equipo                 | Localidad                                      | Estadio       | Capacidad                      | Liga de origen |
| ----------------------------- | ---------------------- | ---------------------------------------------- | ------------- | ------------------------------ | -------------- |
| A                             |                        |                                                |               |                                |                |
| Cipolletti                    | Cipolletti             | La Visera de Cemento                           | 12 000        | Liga Deportiva Confluencia     |                |
| Círculo Deportivo             | Comandante Otamendi    | Guillermo Trama                                | 300           | Liga Marplatense               |                |
| Germinal                      | Rawson                 | El Fortín                                      | 10 000        | Liga del Valle del Chubut      |                |
| Liniers                       | Bahía Blanca           | Alejandro Pérez                                | 12 000        | Liga del Sur                   |                |
| Olimpo                        | Bahía Blanca           | Roberto Natalio Carminatti                     | 18 000        | Liga del Sur                   |                |
| Ramón Santamarina             | Tandil                 | Municipal General San Martín                   | 8762          | Liga Tandilense                |                |
| Sansinena                     | General Cerri          | Luis Molina                                    | 4000          | Liga del Sur                   |                |
| Sol de Mayo                   | Viedma                 | Sol de Mayo                                    | 5000          | Liga Rionegrina                |                |
| Villa Mitre                   | Bahía Blanca           | El Fortín                                      | 10 000        | Liga del Sur                   |                |
| B                             |                        |                                                |               |                                |                |
| Argentino                     | Monte Maíz             | Modesto Marrone                                | 5500          | Liga Beccar Varela             |                |
| Atenas                        | Río Cuarto             | 9 de Julio                                     | 7000          | Liga Regional de Río Cuarto    |                |
| Ciudad de Bolívar             | San Carlos de Bolívar  | Municipal Eva Perón                            | 4000          | Liga Pehuajense                |                |
| Juventud Unida Universitario  | San Luis               | Mario Sebastián Diez                           | 7000          | Liga Sanluiseña                |                |
| Huracán Las Heras             | Las Heras              | General San Martín                             | 10 000        | Liga Mendocina                 |                |
| Ferro Carril Oeste            | General Pico           | El Coloso del Barrio Talleres                  | 17 000        | Liga Pampeana                  |                |
| San Martín                    | San Martín             | Libertador General San Martín                  | 8782          | Liga Mendocina                 |                |
| Sportivo Estudiantes          | San Luis               | Héctor Odicino y Pedro Benoza                  | 12 000        | Liga Sanluiseña                |                |
| Sportivo Peñarol              | Chimbas                | Ramón Pablo Rojas                              | 4000          | Liga Sanjuanina                |                |
| C                             |                        |                                                |               |                                |                |
| Defensores de Belgrano        | Villa Ramallo          | Salomón Boeseldín Único de San Nicolás         | 3000 23 000   | Liga Nicoleña                  |                |
| Defensores de Pronunciamiento | Pronunciamiento        | Delio Cardozo                                  | 2000          | Liga Departamental de Colón    |                |
| Douglas Haig                  | Pergamino              | Miguel Morales                                 | 16 000        | Liga de Pergamino              |                |
| El Linqueño                   | Lincoln                | Leonardo Costa                                 | 6500          | Liga Linqueña                  |                |
| Gimnasia y Esgrima            | Concepción del Uruguay | Manuel y Ramón Núñez                           | 9000          | Liga de Concepción del Uruguay |                |
| Independiente                 | Chivilcoy              | Raúl Orlando Lungarzo                          | 4000          | Liga Chivilcoyana              |                |
| Sportivo Belgrano             | San Francisco          | Juan Pablo Francia                             | 15 500        | Liga de San Francisco          |                |
| Sportivo Las Parejas          | Las Parejas            | 4 de Septiembre                                | 7000          | Liga Cañadense                 |                |
| Unión                         | Sunchales              | De la Avenida                                  | 5600          | Liga Rafaelina                 |                |
| D                             |                        |                                                |               |                                |                |
| 9 de Julio                    | Rafaela                | Germán Solterman                               | 8000          | Liga Rafaelina                 |                |
| Boca Unidos                   | Corrientes             | Leoncio Benítez                                | 8000          | Liga Correntina                |                |
| Central Norte                 | Salta                  | Doctor Luis Güemes Padre Ernesto Martearena    | 6000 20 504   | Liga Salteña                   |                |
| Crucero del Norte             | Garupá                 | Comandante Andrés Guacurarí                    | 18 000        | Liga Posadeña                  |                |
| Juventud Antoniana            | Salta                  | Fray Honorato Pistoia Padre Ernesto Martearena | 12 000 20 504 | Liga Salteña                   |                |
| Gimnasia y Tiro               | Salta                  | El Gigante del Norte                           | 24 300        | Liga Salteña                   |                |
| San Martín                    | Formosa                | 17 de Octubre                                  | 3000          | Liga Formoseña                 |                |
| Sarmiento                     | Resistencia            | Centenario                                     | 25 000        | Liga Chaqueña                  |                |
| Sol de América                | Formosa                | Sol de América                                 | 12 000        | Liga Formoseña                 |                |

### Distribución geográfica
| Jurisdicción                             | Cant. | Equipos |
| ---------------------------------------- | ----- | --- |
| Interior de la provincia de Buenos Aires | 11    | Círculo Deportivo, Ciudad de Bolívar, Defensores de Belgrano (VR), Douglas Haig, El Linqueño, Independiente (C), Liniers (BB), Olimpo, Ramón Santamarina, Sansinena y Villa Mitre |
| Provincia de Córdoba                     | 3     | Argentino (MM), Atenas (RC) y Sportivo Belgrano (SF) |
| Provincia de Salta                       | 3     | Central Norte, Gimnasia y Tiro y Juventud Antoniana |
| Provincia de Santa Fe                    | 3     | Sportivo Las Parejas, y 9 de Julio (R) |
| Provincia de Entre Ríos                  | 2     | Defensores de Pronunciamiento y Gimnasia y Esgrima (CdU) |
| Provincia de Formosa                     | 2     | San Martín y Sol de América |
| Provincia de Río Negro                   | 2     | Cipolletti y Sol de Mayo |
| Provincia de San Luis                    | 2     | Juventud Unida Universitario y Sportivo Estudiantes |
| Provincia de Mendoza                     | 2     | Huracán Las Heras y San Martín (SM) |
| Provincia del Chaco                      | 1     | Sarmiento (R) |
| Provincia de Corrientes                  | 1     | Boca Unidos |
| Provincia de La Pampa                    | 1     | Ferro Carril Oeste (GP) |
| Provincia de Misiones                    | 1     | Crucero del Norte |
| Provincia de San Juan                    | 1     | Sportivo Peñarol (C) |
| Provincia de Chubut                      | 1     | Germinal |
| Total                                    | 36    | |

## Etapa clasificatoria

### Zona A

#### Tabla de posiciones final
| Pos. | Equipo            | Pts. | PJ | PG | PE | PP | GF | GC | Dif. |
| ---- | ----------------- | ---- | -- | -- | -- | -- | -- | -- | ---- |
| 1.º  | Olimpo            | 70   | 32 | 20 | 10 | 2  | 58 | 20 | 38   |
| 2.º  | Villa Mitre       | 67   | 32 | 19 | 10 | 3  | 55 | 15 | 40   |
| 3.º  | Cipolletti        | 47   | 32 | 13 | 8  | 11 | 35 | 34 | 1    |
| 4.º  | Ramón Santamarina | 44   | 32 | 11 | 11 | 10 | 33 | 31 | 2    |
| 5.º  | Sansinena         | 43   | 32 | 12 | 7  | 13 | 33 | 37 | −4   |
| 6.º  | Sol de Mayo       | 38   | 32 | 11 | 5  | 16 | 35 | 52 | −17  |
| 7.º  | Germinal          | 34   | 32 | 9  | 7  | 16 | 30 | 45 | −15  |
| 8.º  | Círculo Deportivo | 29   | 32 | 7  | 8  | 17 | 25 | 46 | −21  |
| 9.º  | Liniers (BB)      | 24   | 32 | 6  | 6  | 20 | 18 | 42 | −24  |

|  | Clasificaron a la Etapa eliminatoria y a la Copa Argentina 2024.                   |
|  | Clasificaron a la Etapa eliminatoria.                                              |
|  | Definió un descenso al Torneo Regional Federal Amateur con el último de la Zona C. |

|  |

##### Evolución de las posiciones

###### Primera rueda
| Equipo / Fecha    | 1   | 2   | 3   | 4   | 5   | 6   | 7   | 8   | 9   |
| ----------------- | --- | --- | --- | --- | --- | --- | --- | --- | --- |
| Cipolletti        | 1.º | 5.º | 1.º | 4.º | 5.º | 6.º | 6.º | 8.° | 7.° |
| Círculo Deportivo | 9.° | 8.° | 8.° | 8.° | 8.° | 8.° | 8.° | 9.° | 9.° |
| Germinal          | 2.° | 3.° | 3.° | 6.° | 4.° | 4.° | 4.° | 5.° | 4.° |
| Liniers (BB)      | 6.° | 3.° | 5.° | 3.° | 2.° | 3.° | 3.° | 2.° | 3.° |
| Olimpo            | 2.° | 1.° | 4.° | 2.° | 1.° | 1.° | 1.° | 1.° | 1.° |
| Ramón Santamarina | 2.° | 7.° | 7.° | 7.° | 6.° | 5.° | 7.° | 7.° | 6.° |
| Sansinena         | 2.° | 2.° | 2.° | 1.° | 3.° | 2.° | 2.° | 4.° | 5.° |
| Sol de Mayo       | -   | 9.° | 9.° | 9.° | 9.° | 9.° | 9.° | 6.° | 8.° |
| Villa Mitre       | 6.° | 6.° | 6.° | 5.° | 7.° | 7.° | 5.° | 3.° | 2.° |

|  |

###### Segunda rueda
| Equipo / Fecha    | 10  | 11  | 12  | 13  | 14  | 15  | 16  | 17  | 18  |
| ----------------- | --- | --- | --- | --- | --- | --- | --- | --- | --- |
| Cipolletti        | 7.° | 7.° | 5.° | 6.° | 7.° | 8.° | 6.° | 7.° | 6.° |
| Círculo Deportivo | 8.° | 8.° | 8.° | 8.° | 8.° | 9.° | 9.° | 9.° | 9.° |
| Germinal          | 5.° | 5.° | 7.° | 4.° | 5.° | 5.° | 7.° | 8.° | 8.° |
| Liniers (BB)      | 3.° | 3.° | 4.° | 5.° | 6.° | 6.° | 5.° | 5.° | 7.° |
| Olimpo            | 1.° | 1.° | 1.° | 1.° | 1.° | 1.° | 1.° | 1.° | 1.° |
| Ramón Santamarina | 6.° | 6.° | 6.° | 7.° | 4.° | 4.° | 4.° | 4.° | 4.° |
| Sansinena         | 4.° | 4.° | 3.° | 3.° | 3.° | 3.° | 3.° | 3.° | 3.° |
| Sol de Mayo       | 9.° | 9.° | 9.° | 9.° | 9.° | 7.° | 8.° | 6.° | 5.° |
| Villa Mitre       | 2.° | 2.° | 2.° | 2.° | 2.° | 2.° | 2.° | 2.° | 2.° |

|  |

###### Tercera rueda
| Equipo / Fecha    | 19  | 20  | 21  | 22  | 23  | 24  | 25  | 26  | 27  |
| ----------------- | --- | --- | --- | --- | --- | --- | --- | --- | --- |
| Cipolletti        | 5.° | 5.° | 4.° | 5.° | 3.° | 4.° | 4.° | 4.° | 6.° |
| Círculo Deportivo | 9.° | 9.° | 9.° | 9.° | 9.° | 8.° | 8.° | 8.° | 8.° |
| Germinal          | 8.° | 8.° | 7.° | 7.° | 7.° | 7.° | 7.° | 7.° | 7.° |
| Liniers (BB)      | 7.° | 7.° | 8.° | 8.° | 8.° | 9.° | 9.° | 9.° | 9.° |
| Olimpo            | 1.° | 1.° | 1.° | 1.° | 1.° | 1.° | 1.° | 1.° | 1.° |
| Ramón Santamarina | 4.° | 3.° | 3.° | 4.° | 5.° | 3.° | 3.° | 3.° | 3.° |
| Sansinena         | 3.° | 4.° | 5.° | 3.° | 4.° | 5.° | 5.° | 5.° | 4.° |
| Sol de Mayo       | 6.° | 6.° | 6.° | 6.° | 6.° | 6.° | 6.° | 6.° | 5.° |
| Villa Mitre       | 2.° | 2.° | 2.° | 2.° | 2.° | 2.° | 2.° | 2.° | 2.° |

|  |

###### Cuarta rueda
| Equipo / Fecha    | 28  | 29  | 30  | 31  | 32  | 33  | 34  | 35  | 36  |
| ----------------- | --- | --- | --- | --- | --- | --- | --- | --- | --- |
| Cipolletti        | 4.° | 3.° | 3.° | 3.° | 3.° | 3.° | 3.° | 3.° | 3.° |
| Círculo Deportivo | 8.° | 8.° | 8.° | 8.° | 8.° | 8.° | 8.° | 8.° | 8.° |
| Germinal          | 7.° | 7.° | 7.° | 7.° | 7.° | 7.° | 7.° | 7.° | 7.° |
| Liniers (BB)      | 9.° | 9.° | 9.° | 9.° | 9.° | 9.° | 9.° | 9.° | 9.° |
| Olimpo            | 1.° | 1.° | 1.° | 1.° | 1.° | 1.° | 1.° | 1.° | 1.° |
| Ramón Santamarina | 5.° | 5.° | 5.° | 6.° | 5.° | 5.° | 4.° | 5.° | 4.° |
| Sansinena         | 3.° | 4.° | 4.° | 4.° | 4.° | 4.° | 5.° | 4.° | 5.° |
| Sol de Mayo       | 6.° | 6.° | 6.° | 5.° | 6.° | 6.° | 6.° | 6.° | 6.° |
| Villa Mitre       | 2.° | 2.° | 2.° | 2.° | 2.° | 2.° | 2.° | 2.° | 2.° |

|  |

#### Resultados

##### Primera rueda
| Fecha 1            | Fecha 1   | Fecha 1           | Fecha 1                      | Fecha 1     | Fecha 1 |
| Local              | Resultado | Visitante         | Estadio                      | Fecha       | Hora    |
| ------------------ | --------- | ----------------- | ---------------------------- | ----------- | ------- |
| Villa Mitre        | 0 - 0     | Liniers (BB)      | El Fortín (BB)               | 11 de marzo | 18:00   |
| Ramón Santamarina  | 1 - 1     | Sansinena         | Municipal General San Martín | 11 de marzo | 20:00   |
| Germinal           | 1 - 1     | Olimpo            | El Fortín (R)                | 12 de marzo | 17:00   |
| Cipolletti         | 1 - 0     | Círculo Deportivo | La Visera de Cemento         | 12 de marzo | 18:00   |
| Libre: Sol de Mayo |           |                   |                              |             |         |

| Fecha 2            | Fecha 2   | Fecha 2           | Fecha 2               | Fecha 2     | Fecha 2 |
| Local              | Resultado | Visitante         | Estadio               | Fecha       | Hora    |
| ------------------ | --------- | ----------------- | --------------------- | ----------- | ------- |
| Círculo Deportivo  | 0 - 1     | Germinal          | Guillermo Trama       | 18 de marzo | 16:00   |
| Sansinena          | 2 - 1     | Cipolletti        | Luis Molina           | 18 de marzo | 17:00   |
| Liniers (BB)       | 2 - 1     | Ramón Santamarina | Alejandro Pérez       | 18 de marzo | 20:00   |
| Olimpo             | 5 - 0     | Sol de Mayo       | Roberto N. Carminatti | 19 de marzo | 16:30   |
| Libre: Villa Mitre |           |                   |                       |             |         |

| Fecha 3           | Fecha 3   | Fecha 3           | Fecha 3                      | Fecha 3     | Fecha 3 |
| Local             | Resultado | Visitante         | Estadio                      | Fecha       | Hora    |
| ----------------- | --------- | ----------------- | ---------------------------- | ----------- | ------- |
| Ramón Santamarina | 0 - 0     | Villa Mitre       | Municipal General San Martín | 25 de marzo | 20:00   |
| Sol de Mayo       | 1 - 1     | Círculo Deportivo | Sol de Mayo                  | 26 de marzo | 16:00   |
| Germinal          | 1 - 1     | Sansinena         | El Fortín (R)                | 26 de marzo | 17:00   |
| Cipolletti        | 1 - 0     | Liniers (BB)      | La Visera de Cemento         | 26 de marzo | 17:00   |
| Libre: Olimpo     |           |                   |                              |             |         |

| Fecha 4                  | Fecha 4   | Fecha 4     | Fecha 4         | Fecha 4    | Fecha 4 |
| Local                    | Resultado | Visitante   | Estadio         | Fecha      | Hora    |
| ------------------------ | --------- | ----------- | --------------- | ---------- | ------- |
| Sansinena                | 2 - 1     | Sol de Mayo | Luis Molina     | 1 de abril | 16:00   |
| Círculo Deportivo        | 0 - 2     | Olimpo      | Guillermo Trama | 1 de abril | 16:00   |
| Villa Mitre              | 2 - 0     | Cipolletti  | El Fortín (BB)  | 1 de abril | 16:30   |
| Liniers (BB)             | 2 - 1     | Germinal    | Alejandro Pérez | 1 de abril | 20:00   |
| Libre: Ramón Santamarina |           |             |                 |            |         |

| Fecha 5                  | Fecha 5   | Fecha 5           | Fecha 5              | Fecha 5    | Fecha 5 |
| Local                    | Resultado | Visitante         | Estadio              | Fecha      | Hora    |
| ------------------------ | --------- | ----------------- | -------------------- | ---------- | ------- |
| Sansinena                | 0 - 2     | Olimpo            | Luis Molina          | 8 de abril | 16:00   |
| Sol de Mayo              | 0 - 1     | Liniers (BB)      | Sol de Mayo          | 9 de abril | 15:30   |
| Germinal                 | 1 - 0     | Villa Mitre       | El Fortín (R)        | 9 de abril | 16:00   |
| Cipolletti               | 1 - 3     | Ramón Santamarina | La Visera de Cemento | 9 de abril | 16:00   |
| Libre: Círculo Deportivo |           |                   |                      |            |         |

| Fecha 6           | Fecha 6   | Fecha 6           | Fecha 6                      | Fecha 6     | Fecha 6 |
| Local             | Resultado | Visitante         | Estadio                      | Fecha       | Hora    |
| ----------------- | --------- | ----------------- | ---------------------------- | ----------- | ------- |
| Sansinena         | 2 - 0     | Círculo Deportivo | Luis Molina                  | 15 de abril | 16:00   |
| Liniers (BB)      | 2 - 2     | Olimpo            | Alejandro Pérez              | 15 de abril | 17:00   |
| Ramón Santamarina | 1 - 1     | Germinal          | Municipal General San Martín | 15 de abril | 20:00   |
| Villa Mitre       | 1 - 0     | Sol de Mayo       | El Fortín (BB)               | 16 de abril | 16:00   |
| Libre: Cipolletti |           |                   |                              |             |         |

| Fecha 7           | Fecha 7   | Fecha 7           | Fecha 7               | Fecha 7     | Fecha 7 |
| Local             | Resultado | Visitante         | Estadio               | Fecha       | Hora    |
| ----------------- | --------- | ----------------- | --------------------- | ----------- | ------- |
| Círculo Deportivo | 3 - 0     | Liniers (BB)      | Guillermo Trama       | 23 de abril | 15:30   |
| Olimpo            | 1 - 0     | Villa Mitre       | Roberto N. Carminatti | 23 de abril | 16:00   |
| Germinal          | 1 - 1     | Cipolletti        | El Fortín (R)         | 23 de abril | 16:00   |
| Sol de Mayo       | 3 - 0     | Ramón Santamarina | Sol de Mayo           | 24 de abril | 15:30   |
| Libre: Sansinena  |           |                   |                       |             |         |

| Fecha 8           | Fecha 8   | Fecha 8           | Fecha 8                      | Fecha 8     | Fecha 8 |
| Local             | Resultado | Visitante         | Estadio                      | Fecha       | Hora    |
| ----------------- | --------- | ----------------- | ---------------------------- | ----------- | ------- |
| Villa Mitre       | 3 - 1     | Círculo Deportivo | El Fortín (BB)               | 28 de abril | 18:00   |
| Cipolletti        | 0 - 1     | Sol de Mayo       | La Visera de Cemento         | 30 de abril | 16:00   |
| Liniers (BB)      | 2 - 0     | Sansinena         | Alejandro Pérez              | 30 de abril | 16:00   |
| Ramón Santamarina | 0 - 0     | Olimpo            | Municipal General San Martín | 30 de abril | 19:00   |
| Libre: Germinal   |           |                   |                              |             |         |

| Fecha 9             | Fecha 9   | Fecha 9           | Fecha 9               | Fecha 9   | Fecha 9 |
| Local               | Resultado | Visitante         | Estadio               | Fecha     | Hora    |
| ------------------- | --------- | ----------------- | --------------------- | --------- | ------- |
| Sol de Mayo         | 1 - 4     | Germinal          | Sol de Mayo           | 6 de mayo | 15:30   |
| Sansinena           | 0 - 2     | Villa Mitre       | Luis Molina           | 7 de mayo | 15:00   |
| Círculo Deportivo   | 0 - 1     | Ramón Santamarina | Guillermo Trama       | 7 de mayo | 15:00   |
| Olimpo              | 1 - 1     | Cipolletti        | Roberto N. Carminatti | 7 de mayo | 15:00   |
| Libre: Liniers (BB) |           |                   |                       |           |         |

##### Segunda rueda
| Fecha 10           | Fecha 10  | Fecha 10          | Fecha 10              | Fecha 10   | Fecha 10 |
| Local              | Resultado | Visitante         | Estadio               | Fecha      | Hora     |
| ------------------ | --------- | ----------------- | --------------------- | ---------- | -------- |
| Círculo Deportivo  | 2 - 1     | Cipolletti        | Guillermo Trama       | 13 de mayo | 15:00    |
| Olimpo             | 3 - 1     | Germinal          | Roberto N. Carminatti | 13 de mayo | 15:30    |
| Sansinena          | 2 - 0     | Ramón Santamarina | Luis Molina           | 13 de mayo | 15:30    |
| Liniers (BB)       | 0 - 0     | Villa Mitre       | Alejandro Pérez       | 13 de mayo | 16:30    |
| Libre: Sol de Mayo |           |                   |                       |            |          |

| Fecha 11           | Fecha 11  | Fecha 11          | Fecha 11                     | Fecha 11   | Fecha 11 |
| Local              | Resultado | Visitante         | Estadio                      | Fecha      | Hora     |
| ------------------ | --------- | ----------------- | ---------------------------- | ---------- | -------- |
| Germinal           | 0 - 1     | Círculo Deportivo | El Fortín (R)                | 17 de mayo | 15:00    |
| Sol de Mayo        | 2 - 3     | Olimpo            | Sol de Mayo                  | 17 de mayo | 15:00    |
| Ramón Santamarina  | 1 - 0     | Liniers (BB)      | Municipal General San Martín | 17 de mayo | 20:00    |
| Cipolletti         | 3 - 0     | Sansinena         | La Visera de Cemento         | 17 de mayo | 20:30    |
| Libre: Villa Mitre |           |                   |                              |            |          |

| Fecha 12          | Fecha 12  | Fecha 12          | Fecha 12        | Fecha 12   | Fecha 12 |
| Local             | Resultado | Visitante         | Estadio         | Fecha      | Hora     |
| ----------------- | --------- | ----------------- | --------------- | ---------- | -------- |
| Círculo Deportivo | 1 - 0     | Sol de Mayo       | Guillermo Trama | 21 de mayo | 15:00    |
| Sansinena         | 3 - 0     | Germinal          | Luis Molina     | 21 de mayo | 15:30    |
| Villa Mitre       | 2 - 0     | Ramón Santamarina | El Fortín (BB)  | 21 de mayo | 15:30    |
| Liniers (BB)      | 1 - 2     | Cipolletti        | Alejandro Pérez | 21 de mayo | 16:00    |
| Libre: Olimpo     |           |                   |                 |            |          |

| Fecha 13                 | Fecha 13  | Fecha 13          | Fecha 13              | Fecha 13   | Fecha 13 |
| Local                    | Resultado | Visitante         | Estadio               | Fecha      | Hora     |
| ------------------------ | --------- | ----------------- | --------------------- | ---------- | -------- |
| Sol de Mayo              | 1 - 0     | Sansinena         | Sol de Mayo           | 28 de mayo | 11:00    |
| Germinal                 | 1 - 0     | Liniers (BB)      | El Fortín (R)         | 28 de mayo | 15:00    |
| Olimpo                   | 2 - 0     | Círculo Deportivo | Roberto N. Carminatti | 28 de mayo | 15:00    |
| Cipolletti               | 1 - 2     | Villa Mitre       | La Visera de Cemento  | 28 de mayo | 16:00    |
| Libre: Ramón Santamarina |           |                   |                       |            |          |

| Fecha 14                 | Fecha 14  | Fecha 14    | Fecha 14                     | Fecha 14   | Fecha 14 |
| Local                    | Resultado | Visitante   | Estadio                      | Fecha      | Hora     |
| ------------------------ | --------- | ----------- | ---------------------------- | ---------- | -------- |
| Olimpo                   | 1 - 0     | Sansinena   | Roberto N. Carminatti        | 3 de junio | 15:00    |
| Liniers (BB)             | 0 - 1     | Sol de Mayo | Alejandro Pérez              | 3 de junio | 19:30    |
| Ramón Santamarina        | 1 - 0     | Cipolletti  | Municipal General San Martín | 3 de junio | 20:00    |
| Villa Mitre              | 3 - 0     | Germinal    | El Fortín (BB)               | 4 de junio | 16:30    |
| Libre: Círculo Deportivo |           |             |                              |            |          |

| Fecha 15          | Fecha 15  | Fecha 15          | Fecha 15              | Fecha 15    | Fecha 15 |
| Local             | Resultado | Visitante         | Estadio               | Fecha       | Hora     |
| ----------------- | --------- | ----------------- | --------------------- | ----------- | -------- |
| Germinal          | 0 - 2     | Ramón Santamarina | El Fortín (R)         | 10 de junio | 15:00    |
| Sol de Mayo       | 1 - 1     | Villa Mitre       | Sol de Mayo           | 11 de junio | 15:00    |
| Olimpo            | 1 - 0     | Liniers (BB)      | Roberto N. Carminatti | 11 de junio | 15:00    |
| Círculo Deportivo | 0 - 3     | Sansinena         | Guillermo Trama       | 11 de junio | 15:00    |
| Libre: Cipolletti |           |                   |                       |             |          |

| Fecha 16          | Fecha 16  | Fecha 16          | Fecha 16                     | Fecha 16    | Fecha 16 |
| Local             | Resultado | Visitante         | Estadio                      | Fecha       | Hora     |
| ----------------- | --------- | ----------------- | ---------------------------- | ----------- | -------- |
| Liniers (BB)      | 2 - 0     | Círculo Deportivo | Alejandro Pérez              | 17 de junio | 15:00    |
| Ramón Santamarina | 0 - 0     | Sol de Mayo       | Municipal General San Martín | 17 de junio | 15:00    |
| Cipolletti        | 1 - 0     | Germinal          | La Visera de Cemento         | 18 de junio | 16:00    |
| Villa Mitre       | 1 - 0     | Olimpo            | El Fortín (BB)               | 18 de junio | 16:10    |
| Libre: Sansinena  |           |                   |                              |             |          |

| Fecha 17          | Fecha 17  | Fecha 17          | Fecha 17              | Fecha 17    | Fecha 17 |
| Local             | Resultado | Visitante         | Estadio               | Fecha       | Hora     |
| ----------------- | --------- | ----------------- | --------------------- | ----------- | -------- |
| Sol de Mayo       | 4 - 2     | Cipolletti        | Sol de Mayo           | 24 de junio | 15:00    |
| Olimpo            | 2 - 2     | Ramón Santamarina | Roberto N. Carminatti | 24 de junio | 15:00    |
| Círculo Deportivo | 0 - 0     | Villa Mitre       | Guillermo Trama       | 24 de junio | 15:00    |
| Sansinena         | 2 - 0     | Liniers (BB)      | Luis Molina           | 24 de junio | 15:00    |
| Libre: Germinal   |           |                   |                       |             |          |

| Fecha 18            | Fecha 18  | Fecha 18          | Fecha 18                     | Fecha 18    | Fecha 18 |
| Local               | Resultado | Visitante         | Estadio                      | Fecha       | Hora     |
| ------------------- | --------- | ----------------- | ---------------------------- | ----------- | -------- |
| Ramón Santamarina   | 2 - 1     | Círculo Deportivo | Municipal General San Martín | 28 de junio | 14:00    |
| Germinal            | 0 - 1     | Sol de Mayo       | El Fortín (R)                | 28 de junio | 15:00    |
| Villa Mitre         | 0 - 0     | Sansinena         | El Fortín (BB)               | 28 de junio | 19:00    |
| Cipolletti          | 1 - 0     | Olimpo            | La Visera de Cemento         | 28 de junio | 20:00    |
| Libre: Liniers (BB) |           |                   |                              |             |          |

##### Tercera rueda
| Fecha 19           | Fecha 19  | Fecha 19          | Fecha 19                     | Fecha 19   | Fecha 19 |
| Local              | Resultado | Visitante         | Estadio                      | Fecha      | Hora     |
| ------------------ | --------- | ----------------- | ---------------------------- | ---------- | -------- |
| Germinal           | 0 - 2     | Olimpo            | El Fortín (R)                | 2 de julio | 15:00    |
| Ramón Santamarina  | 0 - 0     | Sansinena         | Municipal General San Martín | 2 de julio | 15:00    |
| Cipolletti         | 2 - 0     | Círculo Deportivo | La Visera de Cemento         | 2 de julio | 16:00    |
| Villa Mitre        | 4 - 1     | Liniers (BB)      | El Fortín (BB)               | 2 de julio | 16:15    |
| Libre: Sol de Mayo |           |                   |                              |            |          |

| Fecha 20           | Fecha 20  | Fecha 20          | Fecha 20              | Fecha 20   | Fecha 20 |
| Local              | Resultado | Visitante         | Estadio               | Fecha      | Hora     |
| ------------------ | --------- | ----------------- | --------------------- | ---------- | -------- |
| Liniers (BB)       | 0 - 1     | Ramón Santamarina | Alejandro Pérez       | 8 de julio | 15:00    |
| Sansinena          | 1 - 1     | Cipolletti        | Luis Molina           | 8 de julio | 15:00    |
| Círculo Deportivo  | 3 - 3     | Germinal          | Guillermo Trama       | 8 de julio | 15:00    |
| Olimpo             | 2 - 0     | Sol de Mayo       | Roberto N. Carminatti | 8 de julio | 15:00    |
| Libre: Villa Mitre |           |                   |                       |            |          |

| Fecha 21          | Fecha 21  | Fecha 21          | Fecha 21                     | Fecha 21    | Fecha 21 |
| Local             | Resultado | Visitante         | Estadio                      | Fecha       | Hora     |
| ----------------- | --------- | ----------------- | ---------------------------- | ----------- | -------- |
| Ramón Santamarina | 1 - 1     | Villa Mitre       | Municipal General San Martín | 15 de julio | 19:00    |
| Sol de Mayo       | 2 - 1     | Círculo Deportivo | Sol de Mayo                  | 16 de julio | 15:00    |
| Germinal          | 2 - 0     | Sansinena         | El Fortín (R)                | 16 de julio | 15:00    |
| Cipolletti        | 1 - 0     | Liniers (BB)      | La Visera de Cemento         | 16 de julio | 16:00    |
| Libre: Olimpo     |           |                   |                              |             |          |

| Fecha 22                 | Fecha 22  | Fecha 22    | Fecha 22        | Fecha 22    | Fecha 22 |
| Local                    | Resultado | Visitante   | Estadio         | Fecha       | Hora     |
| ------------------------ | --------- | ----------- | --------------- | ----------- | -------- |
| Liniers (BB)             | 1 - 3     | Germinal    | Alejandro Pérez | 22 de julio | 15:00    |
| Sansinena                | 3 - 0     | Sol de Mayo | Luis Molina     | 23 de julio | 15:00    |
| Círculo Deportivo        | 2 - 2     | Olimpo      | Guillermo Trama | 23 de julio | 15:00    |
| Villa Mitre              | 2 - 0     | Cipolletti  | El Fortín (BB)  | 24 de julio | 19:00    |
| Libre: Ramón Santamarina |           |             |                 |             |          |

| Fecha 23                 | Fecha 23  | Fecha 23          | Fecha 23              | Fecha 23    | Fecha 23 |
| Local                    | Resultado | Visitante         | Estadio               | Fecha       | Hora     |
| ------------------------ | --------- | ----------------- | --------------------- | ----------- | -------- |
| Germinal                 | 0 - 1     | Villa Mitre       | El Fortín (R)         | 29 de julio | 14:00    |
| Olimpo                   | 2 - 0     | Sansinena         | Roberto N. Carminatti | 29 de julio | 15:00    |
| Sol de Mayo              | 3 - 0     | Liniers (BB)      | Sol de Mayo           | 29 de julio | 15:00    |
| Cipolletti               | 2 - 1     | Ramón Santamarina | La Visera de Cemento  | 29 de julio | 19:00    |
| Libre: Círculo Deportivo |           |                   |                       |             |          |

| Fecha 24          | Fecha 24  | Fecha 24          | Fecha 24                     | Fecha 24    | Fecha 24 |
| Local             | Resultado | Visitante         | Estadio                      | Fecha       | Hora     |
| ----------------- | --------- | ----------------- | ---------------------------- | ----------- | -------- |
| Sansinena         | 1 - 2     | Círculo Deportivo | Luis Molina                  | 2 de agosto | 15:00    |
| Ramón Santamarina | 3 - 0     | Germinal          | Municipal General San Martín | 2 de agosto | 19:00    |
| Villa Mitre       | 4 - 1     | Sol de Mayo       | El Fortín (BB)               | 2 de agosto | 19:00    |
| Liniers (BB)      | 1 - 3     | Olimpo            | Alejandro Pérez              | 2 de agosto | 20:00    |
| Libre: Cipolletti |           |                   |                              |             |          |

| Fecha 25          | Fecha 25  | Fecha 25          | Fecha 25              | Fecha 25    | Fecha 25 |
| Local             | Resultado | Visitante         | Estadio               | Fecha       | Hora     |
| ----------------- | --------- | ----------------- | --------------------- | ----------- | -------- |
| Círculo Deportivo | 0 - 0     | Liniers (BB)      | Guillermo Trama       | 6 de agosto | 15:00    |
| Olimpo            | 3 - 2     | Villa Mitre       | Roberto N. Carminatti | 6 de agosto | 15:00    |
| Germinal          | 0 - 0     | Cipolletti        | El Fortín (R)         | 6 de agosto | 15:00    |
| Sol de Mayo       | 1 - 1     | Ramón Santamarina | Sol de Mayo           | 7 de agosto | 15:00    |
| Libre: Sansinena  |           |                   |                       |             |          |

| Fecha 26          | Fecha 26  | Fecha 26          | Fecha 26                     | Fecha 26     | Fecha 26 |
| Local             | Resultado | Visitante         | Estadio                      | Fecha        | Hora     |
| ----------------- | --------- | ----------------- | ---------------------------- | ------------ | -------- |
| Villa Mitre       | 1 - 1     | Círculo Deportivo | El Fortín (BB)               | 18 de agosto | 19:00    |
| Ramón Santamarina | 1 - 1     | Olimpo            | Municipal General San Martín | 19 de agosto | 19:00    |
| Liniers (BB)      | 0 - 1     | Sansinena         | Alejandro Pérez              | 20 de agosto | 15:00    |
| Cipolletti        | 0 - 0     | Sol de Mayo       | La Visera de Cemento         | 20 de agosto | 16:00    |
| Libre: Germinal   |           |                   |                              |              |          |

| Fecha 27            | Fecha 27  | Fecha 27          | Fecha 27              | Fecha 27     | Fecha 27 |
| Local               | Resultado | Visitante         | Estadio               | Fecha        | Hora     |
| ------------------- | --------- | ----------------- | --------------------- | ------------ | -------- |
| Sol de Mayo         | 2 - 1     | Germinal          | Sol de Mayo           | 27 de agosto | 11:00    |
| Sansinena           | 2 - 4     | Villa Mitre       | Luis Molina           | 27 de agosto | 15:00    |
| Círculo Deportivo   | 1 - 0     | Ramón Santamarina | Guillermo Trama       | 27 de agosto | 15:00    |
| Olimpo              | 3 - 2     | Cipolletti        | Roberto N. Carminatti | 27 de agosto | 15:30    |
| Libre: Liniers (BB) |           |                   |                       |              |          |

##### Cuarta rueda
| Fecha 28           | Fecha 28  | Fecha 28          | Fecha 28              | Fecha 28        | Fecha 28 |
| Local              | Resultado | Visitante         | Estadio               | Fecha           | Hora     |
| ------------------ | --------- | ----------------- | --------------------- | --------------- | -------- |
| Círculo Deportivo  | 1 - 2     | Cipolletti        | Guillermo Trama       | 3 de septiembre | 15:00    |
| Olimpo             | 3 - 0     | Germinal          | Roberto N. Carminatti | 3 de septiembre | 15:30    |
| Sansinena          | 1 - 0     | Ramón Santamarina | Luis Molina           | 3 de septiembre | 15:30    |
| Liniers (BB)       | 0 - 2     | Villa Mitre       | El Fortín (BB)        | 3 de septiembre | 15:30    |
| Libre: Sol de Mayo |           |                   |                       |                 |          |

| Fecha 29           | Fecha 29  | Fecha 29          | Fecha 29                     | Fecha 29        | Fecha 29 |
| Local              | Resultado | Visitante         | Estadio                      | Fecha           | Hora     |
| ------------------ | --------- | ----------------- | ---------------------------- | --------------- | -------- |
| Germinal           | 2 - 0     | Círculo Deportivo | El Fortín (R)                | 9 de septiembre | 14:30    |
| Sol de Mayo        | 0 - 2     | Olimpo            | Sol de Mayo                  | 9 de septiembre | 15:00    |
| Ramón Santamarina  | 1 - 1     | Liniers (BB)      | Municipal General San Martín | 9 de septiembre | 19:00    |
| Cipolletti         | 2 - 1     | Sansinena         | La Visera de Cemento         | 9 de septiembre | 20:00    |
| Libre: Villa Mitre |           |                   |                              |                 |          |

| Fecha 30          | Fecha 30  | Fecha 30          | Fecha 30        | Fecha 30         | Fecha 30 |
| Local             | Resultado | Visitante         | Estadio         | Fecha            | Hora     |
| ----------------- | --------- | ----------------- | --------------- | ---------------- | -------- |
| Círculo Deportivo | 3 - 2     | Sol de Mayo       | Guillermo Trama | 13 de septiembre | 15:00    |
| Sansinena         | 1 - 0     | Germinal          | Luis Molina     | 13 de septiembre | 15:30    |
| Villa Mitre       | 2 - 0     | Ramón Santamarina | El Fortín (BB)  | 13 de septiembre | 19:00    |
| Liniers (BB)      | 0 - 1     | Cipolletti        | Alejandro Pérez | 13 de septiembre | 20:00    |
| Libre: Olimpo     |           |                   |                 |                  |          |

| Fecha 31                 | Fecha 31  | Fecha 31          | Fecha 31              | Fecha 31         | Fecha 31 |
| Local                    | Resultado | Visitante         | Estadio               | Fecha            | Hora     |
| ------------------------ | --------- | ----------------- | --------------------- | ---------------- | -------- |
| Sol de Mayo              | 4 - 2     | Sansinena         | Sol de Mayo           | 17 de septiembre | 11:00    |
| Germinal                 | 1 - 0     | Liniers (BB)      | El Fortín (R)         | 17 de septiembre | 15:00    |
| Olimpo                   | 1 - 0     | Círculo Deportivo | Roberto N. Carminatti | 17 de septiembre | 15:30    |
| Cipolletti               | 0 - 0     | Villa Mitre       | La Visera de Cemento  | 17 de septiembre | 16:00    |
| Libre: Ramón Santamarina |           |                   |                       |                  |          |

| Fecha 32                 | Fecha 32  | Fecha 32    | Fecha 32                     | Fecha 32         | Fecha 32 |
| Local                    | Resultado | Visitante   | Estadio                      | Fecha            | Hora     |
| ------------------------ | --------- | ----------- | ---------------------------- | ---------------- | -------- |
| Ramón Santamarina        | 2 - 1     | Cipolletti  | Municipal General San Martín | 23 de septiembre | 19:00    |
| Liniers (BB)             | 2 - 0     | Sol de Mayo | Alejandro Pérez              | 23 de septiembre | 20:00    |
| Sansinena                | 1 - 1     | Olimpo      | Luis Molina                  | 24 de septiembre | 15:30    |
| Villa Mitre              | 3 - 0     | Germinal    | El Fortín (BB)               | 24 de septiembre | 15:30    |
| Libre: Círculo Deportivo |           |             |                              |                  |          |

| Fecha 33          | Fecha 33  | Fecha 33          | Fecha 33                   | Fecha 33         | Fecha 33 |
| Local             | Resultado | Visitante         | Estadio                    | Fecha            | Hora     |
| ----------------- | --------- | ----------------- | -------------------------- | ---------------- | -------- |
| Sol de Mayo       | 0 - 4     | Villa Mitre       | Sol de Mayo                | 30 de septiembre | 13:00    |
| Germinal          | 2 - 1     | Ramón Santamarina | El Fortín (R)              | 30 de septiembre | 15:00    |
| Círculo Deportivo | 0 - 0     | Sansinena         | Guillermo Trama            | 1 de octubre     | 11:00    |
| Olimpo            | 4 - 0     | Liniers (BB)      | Roberto Natalio Carminatti | 1 de octubre     | 16:00    |
| Libre: Cipolletti |           |                   |                            |                  |          |

| Fecha 34          | Fecha 34  | Fecha 34          | Fecha 34                     | Fecha 34     | Fecha 34 |
| Local             | Resultado | Visitante         | Estadio                      | Fecha        | Hora     |
| ----------------- | --------- | ----------------- | ---------------------------- | ------------ | -------- |
| Ramón Santamarina | 3 - 0     | Sol de Mayo       | Municipal General San Martín | 7 de octubre | 19:00    |
| Liniers (BB)      | 0 - 0     | Círculo Deportivo | Alejandro Pérez              | 7 de octubre | 20:00    |
| Villa Mitre       | 0 - 0     | Olimpo            | El Fortín (BB)               | 8 de octubre | 16:00    |
| Cipolletti        | 2 - 2     | Germinal          | La Visera de Cemento         | 8 de octubre | 16:00    |
| Libre: Sansinena  |           |                   |                              |              |          |

| Fecha 35          | Fecha 35  | Fecha 35          | Fecha 35                   | Fecha 35      | Fecha 35 |
| Local             | Resultado | Visitante         | Estadio                    | Fecha         | Hora     |
| ----------------- | --------- | ----------------- | -------------------------- | ------------- | -------- |
| Sol de Mayo       | 1 - 2     | Cipolletti        | Sol de Mayo                | 14 de octubre | 15:30    |
| Círculo Deportivo | 1 - 4     | Villa Mitre       | Guillermo Trama            | 14 de octubre | 16:00    |
| Sansinena         | 1 - 0     | Liniers (BB)      | Luis Molina                | 14 de octubre | 16:00    |
| Olimpo            | 3 - 0     | Ramón Santamarina | Roberto Natalio Carminatti | 15 de octubre | 16:30    |
| Libre: Germinal   |           |                   |                            |               |          |

| Fecha 36            | Fecha 36  | Fecha 36          | Fecha 36                     | Fecha 36      | Fecha 36 |
| Local               | Resultado | Visitante         | Estadio                      | Fecha         | Hora     |
| ------------------- | --------- | ----------------- | ---------------------------- | ------------- | -------- |
| Germinal            | 1 - 2     | Sol de Mayo       | El Fortín (R)                | 29 de octubre | 15:00    |
| Villa Mitre         | 4 - 0     | Sansinena         | El Fortín (BB)               | 29 de octubre | 17:00    |
| Ramón Santamarina   | 3 - 0     | Círculo Deportivo | Municipal General San Martín | 29 de octubre | 17:00    |
| Cipolletti          | 0 - 0     | Olimpo            | La Visera de Cemento         | 29 de octubre | 17:00    |
| Libre: Liniers (BB) |           |                   |                              |               |          |

### Zona B

#### Tabla de posiciones final
| Pos. | Equipo                       | Pts. | PJ | PG | PE | PP | GF | GC | Dif. |
| ---- | ---------------------------- | ---- | -- | -- | -- | -- | -- | -- | ---- |
| 1.º  | Ciudad de Bolívar            | 59   | 32 | 17 | 8  | 7  | 45 | 25 | 20   |
| 2.º  | Argentino (MM)               | 58   | 32 | 15 | 13 | 4  | 53 | 27 | 26   |
| 3.º  | Juventud Unida Universitario | 51   | 32 | 13 | 12 | 7  | 33 | 23 | 10   |
| 4.º  | Atenas (RC)                  | 44   | 32 | 12 | 8  | 12 | 43 | 42 | 1    |
| 5.º  | Huracán Las Heras            | 43   | 32 | 12 | 7  | 13 | 29 | 39 | −10  |
| 6.º  | San Martín (SM)              | 39   | 32 | 10 | 9  | 13 | 29 | 34 | −5   |
| 7.º  | Ferro Carril Oeste (GP)      | 37   | 32 | 10 | 7  | 15 | 31 | 38 | −7   |
| 8.º  | Sportivo Estudiantes (SL)    | 35   | 32 | 8  | 11 | 13 | 33 | 41 | −8   |
| 9.º  | Sportivo Peñarol (C)         | 25   | 32 | 6  | 7  | 19 | 30 | 57 | −27  |

|  | Clasificaron a la Etapa eliminatoria y a la Copa Argentina 2024.                   |
|  | Clasificaron a la Etapa eliminatoria.                                              |
|  | Definió un descenso al Torneo Regional Federal Amateur con el último de la Zona D. |

|  |

##### Evolución de las posiciones

###### Primera rueda
| Equipo / Fecha               | 1   | 2   | 3   | 4   | 5   | 6   | 7   | 8   | 9   |
| ---------------------------- | --- | --- | --- | --- | --- | --- | --- | --- | --- |
| Argentino (MM)               | -   | 7.° | 3.° | 1.° | 1.° | 1.° | 1.° | 1.° | 1.° |
| Atenas (RC)                  | 3.° | 4.° | 5.° | 6.° | 6.° | 7.° | 4.° | 5.° | 3.° |
| Ciudad de Bolívar            | 1.° | 1.° | 2.° | 5.° | 3.° | 2.° | 2.° | 2.° | 2.° |
| Ferro Carril Oeste (GP)      | 2.° | 2.° | 1.° | 3.° | 2.° | 2.° | 3.° | 4.° | 6.° |
| Huracán Las Heras            | 3.° | 3.° | 4.° | 2.° | 4.° | 4.° | 5.° | 3.° | 4.° |
| Juventud Unida Universitario | 6.° | 4.° | 6.° | 7.° | 7.° | 6.° | 6.° | 7.° | 5.° |
| San Martín (SM)              | 6.° | 4.° | 7.° | 4.° | 5.° | 5.° | 7.° | 6.° | 7.° |
| Sportivo Estudiantes (SL)    | 8.° | 8.° | 8.° | 8.° | 8.° | 8.° | 9.° | 9.° | 9.° |
| Sportivo Peñarol (C)         | 9.° | 9.° | 9.° | 8.° | 9.° | 9.° | 8.° | 8.° | 8.° |

###### Segunda rueda
| Equipo / Fecha               | 10  | 11  | 12  | 13  | 14  | 15  | 16  | 17  | 18  |
| ---------------------------- | --- | --- | --- | --- | --- | --- | --- | --- | --- |
| Argentino (MM)               | 2.° | 1.° | 1.° | 1.° | 1.° | 1.° | 1.° | 1.° | 1.° |
| Atenas (RC)                  | 5.° | 4.° | 5.° | 5.° | 5.° | 5.° | 5.° | 5.° | 6.° |
| Ciudad de Bolívar            | 1.° | 2.° | 2.° | 2.° | 2.° | 2.° | 2.° | 2.° | 2.° |
| Ferro Carril Oeste (GP)      | 7.° | 7.° | 7.° | 7.° | 7.° | 8.° | 7.° | 7.° | 7.° |
| Huracán Las Heras            | 4.° | 5.° | 4.° | 4.° | 4.° | 4.° | 4.° | 4.° | 4.° |
| Juventud Unida Universitario | 3.° | 3.° | 3.° | 3.° | 3.° | 3.° | 3.° | 3.° | 3.° |
| San Martín (SM)              | 6.° | 6.° | 6.° | 6.° | 6.° | 6.° | 6.° | 6.° | 5.° |
| Sportivo Estudiantes (SL)    | 9.° | 8.° | 8.° | 8.° | 8.° | 7.° | 8.° | 8.° | 9.° |
| Sportivo Peñarol (C)         | 8.° | 9.° | 9.° | 9.° | 9.° | 9.° | 9.° | 9.° | 8.° |

###### Tercera rueda
| Equipo / Fecha               | 19  | 20  | 21  | 22  | 23  | 24  | 25  | 26  | 27  |
| ---------------------------- | --- | --- | --- | --- | --- | --- | --- | --- | --- |
| Argentino (MM)               | 1.° | 1.° | 1.° | 1.° | 2.° | 2.° | 2.° | 1.° | 2.° |
| Atenas (RC)                  | 6.° | 5.° | 4.° | 5.° | 6.° | 6.° | 6.° | 5.° | 4.° |
| Ciudad de Bolívar            | 2.° | 2.° | 2.° | 2.° | 1.° | 1.° | 1.° | 2.° | 1.° |
| Ferro Carril Oeste (GP)      | 5.° | 6.° | 6.° | 6.° | 5.° | 5.° | 5.° | 6.° | 6.° |
| Huracán Las Heras            | 3.° | 4.° | 5.° | 4.° | 4.° | 4.° | 4.° | 4.° | 5.° |
| Juventud Unida Universitario | 4.° | 3.° | 3.° | 3.° | 3.° | 3.° | 3.° | 3.° | 3.° |
| San Martín (SM)              | 7.° | 7.° | 7.° | 7.° | 7.° | 7.° | 7.° | 7.° | 7.° |
| Sportivo Estudiantes (SL)    | 8.° | 8.° | 8.° | 8.° | 8.° | 8.° | 8.° | 8.° | 8.° |
| Sportivo Peñarol (C)         | 9.° | 9.° | 9.° | 9.° | 9.° | 9.° | 9.° | 9.° | 9.° |

| 1. |

###### Cuarta rueda
| Equipo / Fecha               | 28  | 29  | 30  | 31  | 32  | 33  | 34  | 35  | 36  |
| ---------------------------- | --- | --- | --- | --- | --- | --- | --- | --- | --- |
| Argentino (MM)               | 2.° | 2.° | 2.° | 2.° | 2.° | 2.° | 2.° | 2.° | 2.° |
| Atenas (RC)                  | 6.° | 4.° | 5.° | 5.° | 5.° | 5.° | 6.° | 5.° | 4.° |
| Ciudad de Bolívar            | 1.° | 1.° | 1.° | 1.° | 1.° | 1.° | 1.° | 1.° | 1.° |
| Ferro Carril Oeste (GP)      | 5.° | 6.° | 6.° | 6.° | 6.° | 8.° | 7.° | 7.° | 7.° |
| Huracán Las Heras            | 4.° | 5.° | 4.° | 4.° | 4.° | 4.° | 4.° | 4.° | 5.° |
| Juventud Unida Universitario | 3.° | 3.° | 3.° | 3.° | 3.° | 3.° | 3.° | 3.° | 3.° |
| San Martín (SM)              | 7.° | 7.° | 7.° | 8.° | 7.° | 6.° | 5.° | 6.° | 6.° |
| Sportivo Estudiantes (SL)    | 8.° | 8.° | 8.° | 7.° | 8.° | 7.° | 8.° | 8.° | 8.° |
| Sportivo Peñarol (C)         | 9.° | 9.° | 9.° | 9.° | 9.° | 9.° | 9.° | 9.° | 9.° |

|  |

#### Resultados

##### Primera rueda
| Fecha 1                   | Fecha 1   | Fecha 1                      | Fecha 1                       | Fecha 1     | Fecha 1 |
| Local                     | Resultado | Visitante                    | Estadio                       | Fecha       | Hora    |
| ------------------------- | --------- | ---------------------------- | ----------------------------- | ----------- | ------- |
| Sportivo Estudiantes (SL) | 1 - 3     | Ciudad de Bolívar            | Héctor Odicino y Pedro Benoza | 10 de marzo | 21:30   |
| Huracán Las Heras         | 1 - 0     | San Martín (SM)              | Malvinas Argentinas           | 12 de marzo | 16:00   |
| Atenas (RC)               | 1 - 0     | Juventud Unida Universitario | 9 de Julio                    | 12 de marzo | 19:30   |
| Ferro Carril Oeste (GP)   | 2 - 0     | Sportivo Peñarol (C)         | El Coloso del Barrio Talleres | 12 de marzo | 20:00   |
| Libre: Argentino (MM)     |           |                              |                               |             |         |

| Fecha 2                      | Fecha 2   | Fecha 2                   | Fecha 2                       | Fecha 2     | Fecha 2 |
| Local                        | Resultado | Visitante                 | Estadio                       | Fecha       | Hora    |
| ---------------------------- | --------- | ------------------------- | ----------------------------- | ----------- | ------- |
| Ciudad de Bolívar            | 1 - 1     | Argentino (MM)            | Municipal Eva Perón           | 18 de marzo | 16:00   |
| Juventud Unida Universitario | 1 - 0     | Ferro Carril Oeste (GP)   | Mario Sebastián Diez          | 19 de marzo | 17:00   |
| Sportivo Peñarol (C)         | 1 - 1     | Sportivo Estudiantes (SL) | Ramón Pablo Rojas             | 19 de marzo | 17:00   |
| San Martín (SM)              | 1 - 0     | Atenas (RC)               | Libertador General San Martín | 19 de marzo | 18:00   |
| Libre: Huracán Las Heras     |           |                           |                               |             |         |

| Fecha 3                   | Fecha 3   | Fecha 3                      | Fecha 3                       | Fecha 3     | Fecha 3 |
| Local                     | Resultado | Visitante                    | Estadio                       | Fecha       | Hora    |
| ------------------------- | --------- | ---------------------------- | ----------------------------- | ----------- | ------- |
| Argentino (MM)            | 2 - 1     | Sportivo Peñarol (C)         | Modesto Marrone               | 25 de marzo | 17:00   |
| Ferro Carril Oeste (GP)   | 1 - 0     | San Martín (SM)              | El Coloso del Barrio Talleres | 25 de marzo | 19:00   |
| Sportivo Estudiantes (SL) | 0 - 0     | Juventud Unida Universitario | Héctor Odicino y Pedro Benoza | 26 de marzo | 17:00   |
| Atenas (RC)               | 1 - 1     | Huracán Las Heras            | 9 de Julio                    | 26 de marzo | 19:30   |
| Libre: Ciudad de Bolívar  |           |                              |                               |             |         |

| Fecha 4                      | Fecha 4   | Fecha 4                   | Fecha 4                       | Fecha 4    | Fecha 4 |
| Local                        | Resultado | Visitante                 | Estadio                       | Fecha      | Hora    |
| ---------------------------- | --------- | ------------------------- | ----------------------------- | ---------- | ------- |
| Huracán Las Heras            | 2 - 1     | Ferro Carril Oeste (GP)   | General San Martín            | 1 de abril | 16:00   |
| Juventud Unida Universitario | 0 - 2     | Argentino (MM)            | Mario Sebastián Diez          | 1 de abril | 16:00   |
| Sportivo Peñarol (C)         | 0 - 0     | Ciudad de Bolívar         | Ramón Pablo Rojas             | 2 de abril | 16:30   |
| San Martín (SM)              | 1 - 0     | Sportivo Estudiantes (SL) | Libertador General San Martín | 2 de abril | 17:00   |
| Libre: Atenas (RC)           |           |                           |                               |            |         |

| Fecha 5                     | Fecha 5   | Fecha 5                      | Fecha 5                       | Fecha 5    | Fecha 5 |
| Local                       | Resultado | Visitante                    | Estadio                       | Fecha      | Hora    |
| --------------------------- | --------- | ---------------------------- | ----------------------------- | ---------- | ------- |
| Ciudad de Bolívar           | 2 - 0     | Juventud Unida Universitario | Municipal Eva Perón           | 8 de abril | 16:00   |
| Argentino (MM)              | 2 - 0     | San Martín (SM)              | Modesto Marrone               | 8 de abril | 16:00   |
| Sportivo Estudiantes (SL)   | 0 - 0     | Huracán Las Heras            | Héctor Odicino y Pedro Benoza | 9 de abril | 17:00   |
| Ferro Carril Oeste (GP)     | 3 - 0     | Atenas (RC)                  | El Coloso del Barrio Talleres | 9 de abril | 18:30   |
| Libre: Sportivo Peñarol (C) |           |                              |                               |            |         |

| Fecha 6                        | Fecha 6   | Fecha 6                   | Fecha 6                       | Fecha 6     | Fecha 6 |
| Local                          | Resultado | Visitante                 | Estadio                       | Fecha       | Hora    |
| ------------------------------ | --------- | ------------------------- | ----------------------------- | ----------- | ------- |
| Huracán Las Heras              | 0 - 1     | Argentino (MM)            | General San Martín            | 16 de abril | 16:00   |
| Juventud Unida Universitario   | 1 - 0     | Sportivo Peñarol (C)      | Mario Sebastián Diez          | 16 de abril | 16:00   |
| Atenas (RC)                    | 3 - 3     | Sportivo Estudiantes (SL) | 9 de Julio                    | 16 de abril | 16:30   |
| San Martín (SM)                | 1 - 1     | Ciudad de Bolívar         | Libertador General San Martín | 16 de abril | 16:30   |
| Libre: Ferro Carril Oeste (GP) |           |                           |                               |             |         |

| Fecha 7                             | Fecha 7   | Fecha 7                 | Fecha 7                       | Fecha 7     | Fecha 7 |
| Local                               | Resultado | Visitante               | Estadio                       | Fecha       | Hora    |
| ----------------------------------- | --------- | ----------------------- | ----------------------------- | ----------- | ------- |
| Sportivo Peñarol (C)                | 4 - 2     | San Martín (SM)         | Ramón Pablo Rojas             | 23 de abril | 16:00   |
| Argentino (MM)                      | 0 - 2     | Atenas (RC)             | Modesto Marrone               | 23 de abril | 16:00   |
| Sportivo Estudiantes (SL)           | 0 - 0     | Ferro Carril Oeste (GP) | Héctor Odicino y Pedro Benoza | 23 de abril | 16:00   |
| Ciudad de Bolívar                   | 3 - 1     | Huracán Las Heras       | Municipal Eva Perón           | 26 de abril | 15:30   |
| Libre: Juventud Unida Universitario |           |                         |                               |             |         |

| Fecha 8                          | Fecha 8   | Fecha 8                      | Fecha 8                       | Fecha 8     | Fecha 8 |
| Local                            | Resultado | Visitante                    | Estadio                       | Fecha       | Hora    |
| -------------------------------- | --------- | ---------------------------- | ----------------------------- | ----------- | ------- |
| San Martín (SM)                  | 0 - 0     | Juventud Unida Universitario | Libertador General San Martín | 29 de abril | 15:30   |
| Ferro Carril Oeste (GP)          | 1 - 3     | Argentino (MM)               | El Coloso del Barrio Talleres | 30 de abril | 16:00   |
| Atenas (RC)                      | 0 - 1     | Ciudad de Bolívar            | 9 de Julio                    | 30 de abril | 16:00   |
| Huracán Las Heras                | 2 - 1     | Sportivo Peñarol (C)         | General San Martín            | 30 de abril | 16:00   |
| Libre: Sportivo Estudiantes (SL) |           |                              |                               |             |         |

| Fecha 9                      | Fecha 9   | Fecha 9                   | Fecha 9              | Fecha 9   | Fecha 9 |
| Local                        | Resultado | Visitante                 | Estadio              | Fecha     | Hora    |
| ---------------------------- | --------- | ------------------------- | -------------------- | --------- | ------- |
| Juventud Unida Universitario | 1 - 0     | Huracán Las Heras         | Mario Sebastián Diez | 6 de mayo | 15:30   |
| Ciudad de Bolívar            | 1 - 0     | Ferro Carril Oeste (GP)   | Municipal Eva Perón  | 6 de mayo | 15:30   |
| Sportivo Peñarol (C)         | 0 - 1     | Atenas (RC)               | Ramón Pablo Rojas    | 6 de mayo | 16:00   |
| Argentino (MM)               | 3 - 0     | Sportivo Estudiantes (SL) | Modesto Marrone      | 7 de mayo | 15:00   |
| Libre: San Martín (SM)       |           |                           |                      |           |         |

##### Segunda rueda
| Fecha 10                     | Fecha 10  | Fecha 10                  | Fecha 10                      | Fecha 10   | Fecha 10 |
| Local                        | Resultado | Visitante                 | Estadio                       | Fecha      | Hora     |
| ---------------------------- | --------- | ------------------------- | ----------------------------- | ---------- | -------- |
| San Martín (SM)              | 1 - 0     | Huracán Las Heras         | Libertador General San Martín | 12 de mayo | 21:30    |
| Sportivo Peñarol (C)         | 1 - 1     | Ferro Carril Oeste (GP)   | Ramón Pablo Rojas             | 13 de mayo | 16:00    |
| Juventud Unida Universitario | 3 - 1     | Atenas (RC)               | Mario Sebastián Diez          | 13 de mayo | 18:00    |
| Ciudad de Bolívar            | 2 - 1     | Sportivo Estudiantes (SL) | Municipal Eva Perón           | 14 de mayo | 15:00    |
| Libre: Argentino (MM)        |           |                           |                               |            |          |

| Fecha 11                  | Fecha 11  | Fecha 11                     | Fecha 11                      | Fecha 11   | Fecha 11 |
| Local                     | Resultado | Visitante                    | Estadio                       | Fecha      | Hora     |
| ------------------------- | --------- | ---------------------------- | ----------------------------- | ---------- | -------- |
| Argentino (MM)            | 5 - 3     | Ciudad de Bolívar            | Modesto Marrone               | 17 de mayo | 20:30    |
| Ferro Carril Oeste (GP)   | 0 - 2     | Juventud Unida Universitario | El Coloso del Barrio Talleres | 17 de mayo | 20:30    |
| Sportivo Estudiantes (SL) | 3 - 0     | Sportivo Peñarol (C)         | Héctor Odicino y Pedro Benoza | 17 de mayo | 21:00    |
| Atenas (RC)               | 1 - 0     | San Martín (SM)              | 9 de Julio                    | 17 de mayo | 21:30    |
| Libre: Huracán Las Heras  |           |                              |                               |            |          |

| Fecha 12                     | Fecha 12  | Fecha 12                  | Fecha 12                      | Fecha 12   | Fecha 12 |
| Local                        | Resultado | Visitante                 | Estadio                       | Fecha      | Hora     |
| ---------------------------- | --------- | ------------------------- | ----------------------------- | ---------- | -------- |
| Juventud Unida Universitario | 0 - 0     | Sportivo Estudiantes (SL) | Mario Sebastián Diez          | 21 de mayo | 15:45    |
| Sportivo Peñarol (C)         | 1 - 3     | Argentino (MM)            | Ramón Pablo Rojas             | 21 de mayo | 16:00    |
| Huracán Las Heras            | 3 - 2     | Atenas (RC)               | General San Martín            | 21 de mayo | 16:00    |
| San Martín (SM)              | 0 - 0     | Ferro Carril Oeste (GP)   | Libertador General San Martín | 21 de mayo | 20:00    |
| Libre: Ciudad de Bolívar     |           |                           |                               |            |          |

| Fecha 13                  | Fecha 13  | Fecha 13                     | Fecha 13                      | Fecha 13   | Fecha 13 |
| Local                     | Resultado | Visitante                    | Estadio                       | Fecha      | Hora     |
| ------------------------- | --------- | ---------------------------- | ----------------------------- | ---------- | -------- |
| Ciudad de Bolívar         | 1 - 0     | Sportivo Peñarol (C)         | Municipal Eva Perón           | 28 de mayo | 15:00    |
| Sportivo Estudiantes (SL) | 1 - 1     | San Martín (SM)              | Héctor Odicino y Pedro Benoza | 28 de mayo | 16:00    |
| Argentino (MM)            | 2 - 2     | Juventud Unida Universitario | Modesto Marrone               | 28 de mayo | 16:00    |
| Ferro Carril Oeste (GP)   | 2 - 3     | Huracán Las Heras            | El Coloso del Barrio Talleres | 28 de mayo | 16:30    |
| Libre: Atenas (RC)        |           |                              |                               |            |          |

| Fecha 14                     | Fecha 14  | Fecha 14                  | Fecha 14                      | Fecha 14   | Fecha 14 |
| Local                        | Resultado | Visitante                 | Estadio                       | Fecha      | Hora     |
| ---------------------------- | --------- | ------------------------- | ----------------------------- | ---------- | -------- |
| Juventud Unida Universitario | 0 - 0     | Ciudad de Bolívar         | Mario Sebastián Diez          | 4 de junio | 15:00    |
| Huracán Las Heras            | 2 - 1     | Sportivo Estudiantes (SL) | General San Martín            | 4 de junio | 16:00    |
| Atenas (RC)                  | 3 - 1     | Ferro Carril Oeste (GP)   | 9 de Julio                    | 4 de junio | 16:00    |
| San Martín (SM)              | 0 - 0     | Argentino (MM)            | Libertador General San Martín | 4 de junio | 17:00    |
| Libre: Sportivo Peñarol (C)  |           |                           |                               |            |          |

| Fecha 15                       | Fecha 15  | Fecha 15                     | Fecha 15                      | Fecha 15    | Fecha 15 |
| Local                          | Resultado | Visitante                    | Estadio                       | Fecha       | Hora     |
| ------------------------------ | --------- | ---------------------------- | ----------------------------- | ----------- | -------- |
| Argentino (MM)                 | 4 - 0     | Huracán Las Heras            | Modesto Marrone               | 10 de junio | 14:00    |
| Ciudad de Bolívar              | 3 - 0     | San Martín (SM)              | Municipal Eva Perón           | 10 de junio | 14:00    |
| Sportivo Peñarol (C)           | 2 - 0     | Juventud Unida Universitario | Ramón Pablo Rojas             | 10 de junio | 15:00    |
| Sportivo Estudiantes (SL)      | 3 - 0     | Atenas (RC)                  | Héctor Odicino y Pedro Benoza | 13 de junio | 16:00    |
| Libre: Ferro Carril Oeste (GP) |           |                              |                               |             |          |

| Fecha 16                            | Fecha 16  | Fecha 16                  | Fecha 16                      | Fecha 16    | Fecha 16 |
| Local                               | Resultado | Visitante                 | Estadio                       | Fecha       | Hora     |
| ----------------------------------- | --------- | ------------------------- | ----------------------------- | ----------- | -------- |
| Huracán Las Heras                   | 0 - 2     | Ciudad de Bolívar         | General San Martín            | 17 de junio | 15:30    |
| San Martín (SM)                     | 1 - 0     | Sportivo Peñarol (C)      | Libertador General San Martín | 17 de junio | 19:00    |
| Ferro Carril Oeste (GP)             | 1 - 0     | Sportivo Estudiantes (SL) | El Coloso del Barrio Talleres | 18 de junio | 16:00    |
| Atenas (RC)                         | 0 - 0     | Argentino (MM)            | 9 de Julio                    | 18 de junio | 16:30    |
| Libre: Juventud Unida Universitario |           |                           |                               |             |          |

| Fecha 17                         | Fecha 17  | Fecha 17                | Fecha 17             | Fecha 17    | Fecha 17 |
| Local                            | Resultado | Visitante               | Estadio              | Fecha       | Hora     |
| -------------------------------- | --------- | ----------------------- | -------------------- | ----------- | -------- |
| Ciudad de Bolívar                | 3 - 1     | Atenas (RC)             | Municipal Eva Perón  | 24 de junio | 14:30    |
| Juventud Unida Universitario     | 1 - 1     | San Martín (SM)         | Mario Sebastián Diez | 24 de junio | 15:00    |
| Sportivo Peñarol (C)             | 2 - 0     | Huracán Las Heras       | Ramón Pablo Rojas    | 24 de junio | 16:00    |
| Argentino (MM)                   | 3 - 1     | Ferro Carril Oeste (GP) | Modesto Marrone      | 24 de junio | 16:45    |
| Libre: Sportivo Estudiantes (SL) |           |                         |                      |             |          |

| Fecha 18                  | Fecha 18  | Fecha 18                     | Fecha 18                      | Fecha 18    | Fecha 18 |
| Local                     | Resultado | Visitante                    | Estadio                       | Fecha       | Hora     |
| ------------------------- | --------- | ---------------------------- | ----------------------------- | ----------- | -------- |
| Ferro Carril Oeste (GP)   | 1 - 0     | Ciudad de Bolívar            | El Coloso del Barrio Talleres | 28 de junio | 13:30    |
| Atenas (RC)               | 1 - 2     | Sportivo Peñarol (C)         | 9 de Julio                    | 28 de junio | 14:00    |
| Huracán Las Heras         | 0 - 0     | Juventud Unida Universitario | General San Martín            | 28 de junio | 15:30    |
| Sportivo Estudiantes (SL) | 1 - 4     | Argentino (MM)               | Héctor Odicino y Pedro Benoza | 28 de junio | 16:00    |
| Libre: San Martín (SM)    |           |                              |                               |             |          |

| 1. |

##### Tercera rueda
| Fecha 19                  | Fecha 19  | Fecha 19                     | Fecha 19                      | Fecha 19   | Fecha 19 |
| Local                     | Resultado | Visitante                    | Estadio                       | Fecha      | Hora     |
| ------------------------- | --------- | ---------------------------- | ----------------------------- | ---------- | -------- |
| Ferro Carril Oeste (GP)   | 2 - 0     | Sportivo Peñarol (C)         | El Coloso del Barrio Talleres | 2 de julio | 15:30    |
| Huracán Las Heras         | 1 - 0     | San Martín (SM)              | General San Martín            | 2 de julio | 15:30    |
| Sportivo Estudiantes (SL) | 1 - 0     | Ciudad de Bolívar            | Héctor Odicino y Pedro Benoza | 2 de julio | 16:00    |
| Atenas (RC)               | 0 - 0     | Juventud Unida Universitario | 9 de Julio                    | 3 de julio | 21:00    |
| Libre: Argentino (MM)     |           |                              |                               |            |          |

| Fecha 20                     | Fecha 20  | Fecha 20                  | Fecha 20                      | Fecha 20   | Fecha 20 |
| Local                        | Resultado | Visitante                 | Estadio                       | Fecha      | Hora     |
| ---------------------------- | --------- | ------------------------- | ----------------------------- | ---------- | -------- |
| Juventud Unida Universitario | 2 - 1     | Ferro Carril Oeste (GP)   | Mario Sebastián Diez          | 8 de julio | 15:00    |
| Sportivo Peñarol (C)         | 1 - 1     | Sportivo Estudiantes (SL) | Ramón Pablo Rojas             | 8 de julio | 15:00    |
| Ciudad de Bolívar            | 0 - 0     | Argentino (MM)            | Municipal Eva Perón           | 8 de julio | 15:00    |
| San Martín (SM)              | 0 - 2     | Atenas (RC)               | Libertador General San Martín | 9 de julio | 15:30    |
| Libre: Huracán Las Heras     |           |                           |                               |            |          |

| Fecha 21                  | Fecha 21  | Fecha 21                     | Fecha 21                      | Fecha 21    | Fecha 21 |
| Local                     | Resultado | Visitante                    | Estadio                       | Fecha       | Hora     |
| ------------------------- | --------- | ---------------------------- | ----------------------------- | ----------- | -------- |
| Argentino (MM)            | 1 - 1     | Sportivo Peñarol (C)         | Modesto Marrone               | 15 de julio | 15:00    |
| Ferro Carril Oeste (GP)   | 1 - 0     | San Martín (SM)              | El Coloso del Barrio Talleres | 15 de julio | 15:00    |
| Atenas (RC)               | 2 - 1     | Huracán Las Heras            | 9 de Julio                    | 15 de julio | 17:30    |
| Sportivo Estudiantes (SL) | 0 - 0     | Juventud Unida Universitario | Héctor Odicino y Pedro Benoza | 16 de julio | 16:00    |
| Libre: Ciudad de Bolívar  |           |                              |                               |             |          |

| Fecha 22                     | Fecha 22  | Fecha 22                  | Fecha 22                      | Fecha 22    | Fecha 22 |
| Local                        | Resultado | Visitante                 | Estadio                       | Fecha       | Hora     |
| ---------------------------- | --------- | ------------------------- | ----------------------------- | ----------- | -------- |
| Juventud Unida Universitario | 1 - 1     | Argentino (MM)            | Mario Sebastián Diez          | 23 de julio | 15:00    |
| Huracán Las Heras            | 2 - 1     | Ferro Carril Oeste (GP)   | General San Martín            | 23 de julio | 15:30    |
| San Martín (SM)              | 3 - 1     | Sportivo Estudiantes (SL) | Libertador General San Martín | 23 de julio | 16:00    |
| Sportivo Peñarol (C)         | 1 - 3     | Ciudad de Bolívar         | Ramón Pablo Rojas             | 24 de julio | 15:00    |
| Libre: Atenas (RC)           |           |                           |                               |             |          |

| Fecha 23                    | Fecha 23  | Fecha 23                     | Fecha 23                      | Fecha 23    | Fecha 23 |
| Local                       | Resultado | Visitante                    | Estadio                       | Fecha       | Hora     |
| --------------------------- | --------- | ---------------------------- | ----------------------------- | ----------- | -------- |
| Sportivo Estudiantes (SL)   | 2 - 1     | Huracán Las Heras            | Héctor Odicino y Pedro Benoza | 28 de julio | 16:00    |
| Ciudad de Bolívar           | 2 - 1     | Juventud Unida Universitario | Municipal Eva Perón           | 29 de julio | 14:30    |
| Ferro Carril Oeste (GP)     | 2 - 1     | Atenas (RC)                  | El Coloso del Barrio Talleres | 29 de julio | 15:00    |
| Argentino (MM)              | 1 - 3     | San Martín (SM)              | Modesto Marrone               | 29 de julio | 15:30    |
| Libre: Sportivo Peñarol (C) |           |                              |                               |             |          |

| Fecha 24                       | Fecha 24  | Fecha 24                  | Fecha 24                      | Fecha 24    | Fecha 24 |
| Local                          | Resultado | Visitante                 | Estadio                       | Fecha       | Hora     |
| ------------------------------ | --------- | ------------------------- | ----------------------------- | ----------- | -------- |
| Atenas (RC)                    | 2 - 2     | Sportivo Estudiantes (SL) | 9 de Julio                    | 2 de agosto | 13:30    |
| Juventud Unida Universitario   | 2 - 1     | Sportivo Peñarol (C)      | Mario Sebastián Diez          | 2 de agosto | 15:00    |
| Huracán Las Heras              | 1 - 1     | Argentino (MM)            | General San Martín            | 2 de agosto | 15:30    |
| San Martín (SM)                | 1 - 1     | Ciudad de Bolívar         | Libertador General San Martín | 2 de agosto | 21:30    |
| Libre: Ferro Carril Oeste (GP) |           |                           |                               |             |          |

| Fecha 25                            | Fecha 25  | Fecha 25                | Fecha 25                      | Fecha 25    | Fecha 25 |
| Local                               | Resultado | Visitante               | Estadio                       | Fecha       | Hora     |
| ----------------------------------- | --------- | ----------------------- | ----------------------------- | ----------- | -------- |
| Ciudad de Bolívar                   | 1 - 0     | Huracán Las Heras       | Municipal Eva Perón           | 6 de agosto | 15:00    |
| Argentino (MM)                      | 0 - 0     | Atenas (RC)             | Modesto Marrone               | 6 de agosto | 15:00    |
| Sportivo Peñarol (C)                | 3 - 1     | San Martín (SM)         | Ramón Pablo Rojas             | 6 de agosto | 15:55    |
| Sportivo Estudiantes (SL)           | 2 - 2     | Ferro Carril Oeste (GP) | Héctor Odicino y Pedro Benoza | 6 de agosto | 16:00    |
| Libre: Juventud Unida Universitario |           |                         |                               |             |          |

| Fecha 26                         | Fecha 26  | Fecha 26                     | Fecha 26                      | Fecha 26     | Fecha 26 |
| Local                            | Resultado | Visitante                    | Estadio                       | Fecha        | Hora     |
| -------------------------------- | --------- | ---------------------------- | ----------------------------- | ------------ | -------- |
| Ferro Carril Oeste (GP)          | 1 - 2     | Argentino (MM)               | El Coloso del Barrio Talleres | 20 de agosto | 15:30    |
| Atenas (RC)                      | 1 - 0     | Ciudad de Bolívar            | 9 de Julio                    | 20 de agosto | 15:30    |
| Huracán Las Heras                | 1 - 0     | Sportivo Peñarol (C)         | General San Martín            | 20 de agosto | 16:00    |
| San Martín (SM)                  | 2 - 1     | Juventud Unida Universitario | Libertador General San Martín | 20 de agosto | 16:00    |
| Libre: Sportivo Estudiantes (SL) |           |                              |                               |              |          |

| Fecha 27                     | Fecha 27  | Fecha 27                  | Fecha 27             | Fecha 27     | Fecha 27 |
| Local                        | Resultado | Visitante                 | Estadio              | Fecha        | Hora     |
| ---------------------------- | --------- | ------------------------- | -------------------- | ------------ | -------- |
| Ciudad de Bolívar            | 2 - 0     | Ferro Carril Oeste (GP)   | Municipal Eva Perón  | 26 de agosto | 15:00    |
| Juventud Unida Universitario | 1 - 0     | Huracán Las Heras         | Mario Sebastián Diez | 27 de agosto | 16:00    |
| Sportivo Peñarol (C)         | 1 - 1     | Atenas (RC)               | Ramón Pablo Rojas    | 27 de agosto | 16:00    |
| Argentino (MM)               | 0 - 1     | Sportivo Estudiantes (SL) | Modesto Marrone      | 27 de agosto | 16:00    |
| Libre: San Martín (SM)       |           |                           |                      |              |          |

##### Cuarta rueda
| Fecha 28                     | Fecha 28  | Fecha 28                  | Fecha 28                      | Fecha 28        | Fecha 28 |
| Local                        | Resultado | Visitante                 | Estadio                       | Fecha           | Hora     |
| ---------------------------- | --------- | ------------------------- | ----------------------------- | --------------- | -------- |
| Juventud Unida Universitario | 4 - 0     | Atenas (RC)               | Mario Sebastián Diez          | 1 de septiembre | 21:00    |
| San Martín (SM)              | 2 - 2     | Huracán Las Heras         | Libertador General San Martín | 1 de septiembre | 21:30    |
| Ciudad de Bolívar            | 2 - 0     | Sportivo Estudiantes (SL) | Municipal Eva Perón           | 2 de septiembre | 15:00    |
| Sportivo Peñarol (C)         | 0 - 2     | Ferro Carril Oeste (GP)   | Ramón Pablo Rojas             | 3 de septiembre | 16:00    |
| Libre: Argentino (MM)        |           |                           |                               |                 |          |

| Fecha 29                  | Fecha 29  | Fecha 29                     | Fecha 29                      | Fecha 29        | Fecha 29 |
| Local                     | Resultado | Visitante                    | Estadio                       | Fecha           | Hora     |
| ------------------------- | --------- | ---------------------------- | ----------------------------- | --------------- | -------- |
| Sportivo Estudiantes (SL) | 4 - 1     | Sportivo Peñarol (C)         | Héctor Odicino y Pedro Benoza | 8 de septiembre | 16:00    |
| Atenas (RC)               | 1 - 0     | San Martín (SM)              | 9 de Julio                    | 8 de septiembre | 21:00    |
| Ferro Carril Oeste (GP)   | 1 - 2     | Juventud Unida Universitario | El Coloso del Barrio Talleres | 9 de septiembre | 15:00    |
| Argentino (MM)            | 2 - 2     | Ciudad de Bolívar            | Modesto Marrone               | 9 de septiembre | 16:30    |
| Libre: Huracán Las Heras  |           |                              |                               |                 |          |

| Fecha 30                     | Fecha 30  | Fecha 30                  | Fecha 30                      | Fecha 30         | Fecha 30 |
| Local                        | Resultado | Visitante                 | Estadio                       | Fecha            | Hora     |
| ---------------------------- | --------- | ------------------------- | ----------------------------- | ---------------- | -------- |
| Huracán Las Heras            | 1 - 0     | Atenas (RC)               | General San Martín            | 13 de septiembre | 15:30    |
| Sportivo Peñarol (C)         | 0 - 0     | Argentino (MM)            | Ramón Pablo Rojas             | 13 de septiembre | 16:00    |
| Juventud Unida Universitario | 2 - 0     | Sportivo Estudiantes (SL) | Mario Sebastián Diez          | 13 de septiembre | 21:00    |
| San Martín (SM)              | 0 - 0     | Ferro Carril Oeste (GP)   | Libertador General San Martín | 13 de septiembre | 21:30    |
| Libre: Ciudad de Bolívar     |           |                           |                               |                  |          |

| Fecha 31                  | Fecha 31  | Fecha 31                     | Fecha 31                      | Fecha 31         | Fecha 31 |
| Local                     | Resultado | Visitante                    | Estadio                       | Fecha            | Hora     |
| ------------------------- | --------- | ---------------------------- | ----------------------------- | ---------------- | -------- |
| Ferro Carril Oeste (GP)   | 0 - 0     | Huracán Las Heras            | El Coloso del Barrio Talleres | 17 de septiembre | 15:00    |
| Ciudad de Bolívar         | 3 - 0     | Sportivo Peñarol (C)         | Municipal Eva Perón           | 17 de septiembre | 15:00    |
| Sportivo Estudiantes (SL) | 2 - 0     | San Martín (SM)              | Héctor Odicino y Pedro Benoza | 17 de septiembre | 16:00    |
| Argentino (MM)            | 1 - 1     | Juventud Unida Universitario | Modesto Marrone               | 17 de septiembre | 16:00    |
| Libre: Atenas (RC)        |           |                              |                               |                  |          |

| Fecha 32                     | Fecha 32  | Fecha 32                  | Fecha 32                      | Fecha 32         | Fecha 32 |
| Local                        | Resultado | Visitante                 | Estadio                       | Fecha            | Hora     |
| ---------------------------- | --------- | ------------------------- | ----------------------------- | ---------------- | -------- |
| Huracán Las Heras            | 1 - 0     | Sportivo Estudiantes (SL) | General San Martín            | 22 de septiembre | 16:00    |
| Atenas (RC)                  | 3 - 1     | Ferro Carril Oeste (GP)   | 9 de Julio                    | 22 de septiembre | 21:00    |
| San Martín (SM)              | 1 - 0     | Argentino (MM)            | Libertador General San Martín | 22 de septiembre | 21:30    |
| Juventud Unida Universitario | 1 - 0     | Ciudad de Bolívar         | Juan Gilberto Funes           | 24 de septiembre | 16:00    |
| Libre: Sportivo Peñarol (C)  |           |                           |                               |                  |          |

| Fecha 33                       | Fecha 33  | Fecha 33                     | Fecha 33                      | Fecha 33         | Fecha 33 |
| Local                          | Resultado | Visitante                    | Estadio                       | Fecha            | Hora     |
| ------------------------------ | --------- | ---------------------------- | ----------------------------- | ---------------- | -------- |
| Sportivo Peñarol (C)           | 2 - 1     | Juventud Unida Universitario | Ramón Pablo Rojas             | 29 de septiembre | 17:00    |
| Sportivo Estudiantes (SL)      | 2 - 1     | Atenas (RC)                  | Héctor Odicino y Pedro Benoza | 29 de septiembre | 21:00    |
| Ciudad de Bolívar              | 0 - 3     | San Martín (SM)              | Municipal Eva Perón           | 30 de septiembre | 14:30    |
| Argentino (MM)                 | 2 - 0     | Huracán Las Heras            | Modesto Marrone               | 30 de septiembre | 16:30    |
| Libre: Ferro Carril Oeste (GP) |           |                              |                               |                  |          |

| Fecha 34                            | Fecha 34  | Fecha 34                  | Fecha 34                      | Fecha 34     | Fecha 34 |
| Local                               | Resultado | Visitante                 | Estadio                       | Fecha        | Hora     |
| ----------------------------------- | --------- | ------------------------- | ----------------------------- | ------------ | -------- |
| Ferro Carril Oeste (GP)             | 2 - 0     | Sportivo Estudiantes (SL) | El Coloso del Barrio Talleres | 7 de octubre | 15:00    |
| Huracán Las Heras                   | 0 - 3     | Ciudad de Bolivar         | General San Martín            | 8 de octubre | 16:30    |
| San Martín (SM)                     | 4 - 1     | Sportivo Peñarol (C)      | Libertador General San Martín | 8 de octubre | 17:00    |
| Atenas (RC)                         | 2 - 2     | Argentino (MM)            | 9 de Julio                    | 8 de octubre | 19:30    |
| Libre: Juventud Unida Universitario |           |                           |                               |              |          |

| Fecha 35                         | Fecha 35  | Fecha 35                | Fecha 35            | Fecha 35      | Fecha 35 |
| Local                            | Resultado | Visitante               | Estadio             | Fecha         | Hora     |
| -------------------------------- | --------- | ----------------------- | ------------------- | ------------- | -------- |
| Ciudad de Bolívar                | 0 - 2     | Atenas (RC)             | Municipal Eva Perón | 13 de octubre | 15:00    |
| Argentino (MM)                   | 3 - 0     | Ferro Carril Oeste (GP) | Modesto Marrone     | 14 de octubre | 16:30    |
| Sportivo Peñarol (C)             | 1 - 2     | Huracán Las Heras       | Ramón Pablo Rojas   | 14 de octubre | 17:00    |
| Juventud Unida Universitario     | 2 - 0     | San Martín (SM)         | Juan Gilberto Funes | 14 de octubre | 21:00    |
| Libre: Sportivo Estudiantes (SL) |           |                         |                     |               |          |

| Fecha 36                  | Fecha 36  | Fecha 36                     | Fecha 36                      | Fecha 36      | Fecha 36 |
| Local                     | Resultado | Visitante                    | Estadio                       | Fecha         | Hora     |
| ------------------------- | --------- | ---------------------------- | ----------------------------- | ------------- | -------- |
| Huracán Las Heras         | 1 - 1     | Juventud Unida Universitario | General San Martín            | 29 de octubre | 14:00    |
| Atenas (RC)               | 8 - 2     | Sportivo Peñarol (C)         | 9 de Julio                    | 29 de octubre | 14:00    |
| Ferro Carril Oeste (GP)   | 0 - 0     | Ciudad de Bolívar            | El Coloso del Barrio Talleres | 29 de octubre | 17:00    |
| Sportivo Estudiantes (SL) | 0 - 2     | Argentino (MM)               | Héctor Odicino y Pedro Benoza | 29 de octubre | 17:00    |
| Libre: San Martín (SM)    |           |                              |                               |               |          |

### Zona C

#### Tabla de posiciones final
| Pos. | Equipo                        | Pts. | PJ | PG | PE | PP | GF | GC | Dif. |
| ---- | ----------------------------- | ---- | -- | -- | -- | -- | -- | -- | ---- |
| 1.º  | Douglas Haig                  | 67   | 32 | 20 | 7  | 5  | 43 | 22 | 21   |
| 2.º  | Independiente (C)             | 49   | 32 | 14 | 7  | 11 | 31 | 25 | 6    |
| 3.º  | Sportivo Las Parejas          | 47   | 32 | 14 | 5  | 13 | 37 | 33 | 4    |
| 4.º  | Sportivo Belgrano             | 47   | 32 | 14 | 5  | 13 | 42 | 34 | 8    |
| 5.º  | El Linqueño                   | 44   | 32 | 12 | 8  | 12 | 41 | 37 | 4    |
| 6.º  | Defensores de Pronunciamiento | 40   | 32 | 11 | 7  | 14 | 32 | 39 | −7   |
| 7.º  | Defensores de Belgrano (VR)   | 38   | 32 | 10 | 8  | 14 | 29 | 39 | −10  |
| 8.º  | Unión (S)                     | 37   | 32 | 11 | 4  | 17 | 25 | 38 | −13  |
| 9.º  | Gimnasia y Esgrima (CdU)      | 33   | 32 | 8  | 9  | 15 | 24 | 37 | −13  |

|  | Clasificaron a la Etapa eliminatoria y a la Copa Argentina 2024.                   |
|  | Clasificaron a la Etapa eliminatoria.                                              |
|  | Definió un descenso al Torneo Regional Federal Amateur con el último de la Zona A. |

|  |

##### Evolución de las posiciones

###### Primera rueda
| Equipo / Fecha                | 1   | 2   | 3   | 4   | 5   | 6   | 7   | 8   | 9   |
| ----------------------------- | --- | --- | --- | --- | --- | --- | --- | --- | --- |
| Defensores de Belgrano (VR)   | -   | 6.° | 6.° | 8.° | 8.° | 8.° | 8.° | 8.° | 9.° |
| Defensores de Pronunciamiento | 9.° | 9.° | 9.° | 9.° | 9.° | 9.° | 9.° | 9.° | 8.° |
| Douglas Haig                  | 2.° | 2.° | 1.° | 2.° | 5.° | 3.° | 1.° | 1.° | 1.° |
| El Linqueño                   | 3.° | 4.° | 5.° | 3.° | 6.° | 4.° | 2.° | 2.° | 3.° |
| Gimnasia y Esgrima (CdU)      | 5.° | 7.° | 8.° | 5.° | 7.° | 5.° | 6.° | 6.° | 6.° |
| Independiente (C)             | 5.° | 5.° | 7.° | 4.° | 2.° | 2.° | 4.° | 4.° | 5.° |
| Sportivo Belgrano             | 1.° | 1.° | 3.° | 6.° | 4.° | 6.° | 5.° | 5.° | 4.° |
| Sportivo Las Parejas          | 8.° | 3.° | 2.° | 1.° | 1.° | 1.° | 3.º | 3.° | 2.° |
| Atlético Uruguay (CdU)        | 3.° | 8.° | 4.° | 7.° | 3.° | 7.° | 7.° | 7.° | 7.° |

|  |

###### Segunda rueda
| Equipo / Fecha                | 10  | 11  | 12  | 13  | 14  | 15  | 16  | 17  | 18  |
| ----------------------------- | --- | --- | --- | --- | --- | --- | --- | --- | --- |
| Defensores de Belgrano (VR)   | 9.° | 9.° | 8.° | 7.° | 8.° | 8.° | 8.° | 8.° | 8.° |
| Defensores de Pronunciamiento | 8.° | 8.° | 9.° | 9.° | 7.° | 7.° | 7.° | 7.° | 7.° |
| Douglas Haig                  | 1.° | 1.° | 1.° | 2.° | 2.° | 1.° | 1.° | 1.° | 1.° |
| El Linqueño                   | 3.° | 5.° | 5.° | 6.° | 6.° | 6.° | 6.° | 6.° | 6.° |
| Gimnasia y Esgrima (CdU)      | 7.° | 7.° | 7.° | 8.° | 9.° | 9.° | 9.° | 9.° | 9.° |
| Independiente (C)             | 4.° | 3.° | 2.° | 3.° | 3.° | 4.° | 3.° | 2.° | 2.° |
| Sportivo Belgrano             | 5.° | 4.° | 3.° | 1.° | 1.° | 2.° | 2.° | 3.° | 3.° |
| Sportivo Las Parejas          | 2.° | 2.° | 4.° | 4.° | 4.° | 3.° | 4.° | 4.° | 4.° |
| Atlético Uruguay (CdU)        | 6.° | 6.° | 6.° | 5.° | 5.° | 5.° | 5.° | 5.° | 5.° |

|  |

###### Tercera rueda
| Equipo / Fecha                | 19  | 20  | 21  | 22  | 23  | 24  | 25  | 26  | 27  |
| ----------------------------- | --- | --- | --- | --- | --- | --- | --- | --- | --- |
| Defensores de Belgrano (VR)   | 8.° | 8.° | 8.° | 8.° | 8.° | 8.° | 8.° | 8.° | 8.° |
| Defensores de Pronunciamiento | 7.° | 7.° | 7.° | 7.° | 7.° | 7.° | 7.° | 7.° | 7.° |
| Douglas Haig                  | 1.° | 1.° | 1.° | 1.° | 1.° | 1.° | 1.° | 1.° | 1.° |
| El Linqueño                   | 6.° | 6.° | 6.° | 6.° | 6.° | 6.° | 5.° | 5.° | 5.° |
| Gimnasia y Esgrima (CdU)      | 9.° | 9.° | 9.° | 9.° | 9.° | 9.° | 9.° | 9.° | 9.° |
| Independiente (C)             | 2.° | 2.° | 2.° | 2.° | 2.° | 2.° | 2.° | 2.° | 2.° |
| Sportivo Belgrano             | 3.° | 4.° | 4.° | 4.° | 4.° | 4.° | 4.° | 4.° | 4.° |
| Sportivo Las Parejas          | 4.° | 3.° | 3.° | 3.° | 3.° | 3.° | 3.° | 3.° | 3.° |
| Atlético Uruguay (CdU)        | 5.° | 5.° | 5.° | 5.° | 5.° | 5.° | 6.° | 6.° | 6.° |

|  |

###### Cuarta rueda
| Equipo / Fecha                | 28  | 29  | 30  | 31  | 32  | 33  | 34  | 35  | 36  |
| ----------------------------- | --- | --- | --- | --- | --- | --- | --- | --- | --- |
| Defensores de Belgrano (VR)   | 8.° | 8.° | 8.° | 8.° | 8.° | 9.° | 9.° | 7.° | 7.° |
| Defensores de Pronunciamiento | 6.° | 7.° | 7.° | 7.° | 7.° | 6.° | 6.° | 6.° | 6.° |
| Douglas Haig                  | 1.° | 1.° | 1.° | 1.° | 1.° | 1.° | 1.° | 1.° | 1.° |
| El Linqueño                   | 5.° | 5.° | 5.° | 5.° | 5.° | 5.° | 5.° | 5.° | 5.° |
| Gimnasia y Esgrima (CdU)      | 9.° | 9.° | 9.° | 9.° | 9.° | 8.° | 8.° | 9.° | 9.° |
| Independiente (C)             | 2.° | 2.° | 2.° | 2.° | 2.° | 2.° | 2.° | 2.° | 2.° |
| Sportivo Belgrano             | 4.° | 4.° | 4.° | 3.° | 4.° | 3.° | 3.° | 3.° | 4.° |
| Sportivo Las Parejas          | 3.° | 3.° | 3.° | 4.° | 3.° | 4.° | 4.° | 4.° | 3.° |
| Atlético Uruguay (CdU)        | 7.° | 6.° | 6.° | 6.° | 6.° | 7.° | 7.° | 8.° | 8.° |

|  |

#### Resultados

##### Primera rueda
| Fecha 1                            | Fecha 1   | Fecha 1                       | Fecha 1              | Fecha 1     | Fecha 1 |
| Local                              | Resultado | Visitante                     | Estadio              | Fecha       | Hora    |
| ---------------------------------- | --------- | ----------------------------- | -------------------- | ----------- | ------- |
| Sportivo Belgrano                  | 3 - 0     | Defensores de Pronunciamiento | Oscar Carlos Boero   | 12 de marzo | 17:00   |
| Unión (S)                          | 1 - 1     | El Linqueño                   | De la Avenida        | 12 de marzo | 17:30   |
| Douglas Haig                       | 1 - 0     | Sportivo Las Parejas          | Miguel Morales       | 12 de marzo | 20:00   |
| Gimnasia y Esgrima (CdU)           | 0 - 0     | Independiente (C)             | Manuel y Ramón Núñez | 12 de marzo | 20:00   |
| Libre: Defensores de Belgrano (VR) |           |                               |                      |             |         |

| Fecha 2                         | Fecha 2   | Fecha 2                     | Fecha 2               | Fecha 2     | Fecha 2 |
| Local                           | Resultado | Visitante                   | Estadio               | Fecha       | Hora    |
| ------------------------------- | --------- | --------------------------- | --------------------- | ----------- | ------- |
| Defensores de Pronunciamiento   | 3 - 3     | Defensores de Belgrano (VR) | Delio Cardozo         | 19 de marzo | 16:00   |
| Independiente (C)               | 0 - 0     | Douglas Haig                | Raúl Orlando Lungarzo | 19 de marzo | 17:00   |
| Sportivo Las Parejas            | 1 - 0     | Unión (S)                   | 4 de Septiembre       | 19 de marzo | 17:00   |
| El Linqueño                     | 2 - 2     | Sportivo Belgrano           | Leonardo Costa        | 19 de marzo | 19:00   |
| Libre: Gimnasia y Esgrima (CdU) |           |                             |                       |             |         |

| Fecha 3                              | Fecha 3   | Fecha 3                  | Fecha 3              | Fecha 3     | Fecha 3 |
| Local                                | Resultado | Visitante                | Estadio              | Fecha       | Hora    |
| ------------------------------------ | --------- | ------------------------ | -------------------- | ----------- | ------- |
| Sportivo Belgrano                    | 1 - 2     | Sportivo Las Parejas     | Oscar Carlos Boero   | 26 de marzo | 16:00   |
| Defensores de Belgrano (VR)          | 0 - 0     | El Linqueño              | Único de San Nicolás | 26 de marzo | 17:00   |
| Unión (S)                            | 1 - 0     | Independiente (C)        | De la Avenida        | 26 de marzo | 19:00   |
| Douglas Haig                         | 1 - 0     | Gimnasia y Esgrima (CdU) | Miguel Morales       | 26 de marzo | 20:00   |
| Libre: Defensores de Pronunciamiento |           |                          |                      |             |         |

| Fecha 4                  | Fecha 4   | Fecha 4                       | Fecha 4               | Fecha 4    | Fecha 4 |
| Local                    | Resultado | Visitante                     | Estadio               | Fecha      | Hora    |
| ------------------------ | --------- | ----------------------------- | --------------------- | ---------- | ------- |
| Independiente (C)        | 4 - 1     | Sportivo Belgrano             | Raúl Orlando Lungarzo | 1 de abril | 16:00   |
| Gimnasia y Esgrima (CdU) | 2 - 0     | Unión (S)                     | Manuel y Ramón Núñez  | 1 de abril | 16:30   |
| Sportivo Las Parejas     | 2 - 0     | Defensores de Belgrano (VR)   | 4 de Septiembre       | 1 de abril | 18:30   |
| El Linqueño              | 2 - 1     | Defensores de Pronunciamiento | Leonardo Costa        | 1 de abril | 20:00   |
| Libre: Douglas Haig      |           |                               |                       |            |         |

| Fecha 5                       | Fecha 5   | Fecha 5                  | Fecha 5              | Fecha 5    | Fecha 5 |
| Local                         | Resultado | Visitante                | Estadio              | Fecha      | Hora    |
| ----------------------------- | --------- | ------------------------ | -------------------- | ---------- | ------- |
| Defensores de Belgrano (VR)   | 0 - 1     | Independiente (C)        | Único de San Nicolás | 8 de abril | 17:30   |
| Defensores de Pronunciamiento | 0 - 3     | Sportivo Las Parejas     | Delio Cardozo        | 9 de abril | 15:30   |
| Sportivo Belgrano             | 2 - 0     | Gimnasia y Esgrima (CdU) | Oscar Carlos Boero   | 9 de abril | 16:00   |
| Unión (S)                     | 2 - 1     | Douglas Haig             | De la Avenida        | 9 de abril | 16:30   |
| Libre: El Linqueño            |           |                          |                      |            |         |

| Fecha 6                  | Fecha 6   | Fecha 6                       | Fecha 6               | Fecha 6     | Fecha 6 |
| Local                    | Resultado | Visitante                     | Estadio               | Fecha       | Hora    |
| ------------------------ | --------- | ----------------------------- | --------------------- | ----------- | ------- |
| Sportivo Las Parejas     | 0 - 1     | El Linqueño                   | 4 de Septiembre       | 15 de abril | 17:00   |
| Gimnasia y Esgrima (CdU) | 3 - 1     | Defensores de Belgrano (VR)   | Manuel y Ramón Núñez  | 16 de abril | 16:00   |
| Independiente (C)        | 4 - 0     | Defensores de Pronunciamiento | Raúl Orlando Lungarzo | 16 de abril | 16:00   |
| Douglas Haig             | 2 - 1     | Sportivo Belgrano             | Miguel Morales        | 16 de abril | 19:00   |
| Libre: Unión (S)         |           |                               |                       |             |         |

| Fecha 7                       | Fecha 7   | Fecha 7                  | Fecha 7              | Fecha 7     | Fecha 7 |
| Local                         | Resultado | Visitante                | Estadio              | Fecha       | Hora    |
| ----------------------------- | --------- | ------------------------ | -------------------- | ----------- | ------- |
| Sportivo Belgrano             | 2 - 0     | Unión (S)                | Oscar Carlos Boero   | 23 de abril | 15:30   |
| El Linqueño                   | 3 - 0     | Independiente (C)        | Leonardo Costa       | 23 de abril | 16:00   |
| Defensores de Pronunciamiento | 2 - 2     | Gimnasia y Esgrima (CdU) | Delio Cardozo        | 23 de abril | 16:00   |
| Defensores de Belgrano (VR)   | 1 - 2     | Douglas Haig             | Único de San Nicolás | 23 de abril | 16:00   |
| Libre: Sportivo Las Parejas   |           |                          |                      |             |         |

| Fecha 8                  | Fecha 8   | Fecha 8                       | Fecha 8               | Fecha 8     | Fecha 8 |
| Local                    | Resultado | Visitante                     | Estadio               | Fecha       | Hora    |
| ------------------------ | --------- | ----------------------------- | --------------------- | ----------- | ------- |
| Unión (S)                | 1 - 1     | Defensores de Belgrano (VR)   | De la Avenida         | 29 de abril | 16:00   |
| Independiente (C)        | 0 - 1     | Sportivo Las Parejas          | Raúl Orlando Lungarzo | 30 de abril | 15:30   |
| Gimnasia y Esgrima (CdU) | 2 - 5     | El Linqueño                   | Manuel y Ramón Núñez  | 30 de abril | 16:00   |
| Douglas Haig             | 3 - 0     | Defensores de Pronunciamiento | Miguel Morales        | 30 de abril | 18:00   |
| Libre: Sportivo Belgrano |           |                               |                       |             |         |

| Fecha 9                       | Fecha 9   | Fecha 9                  | Fecha 9              | Fecha 9   | Fecha 9 |
| Local                         | Resultado | Visitante                | Estadio              | Fecha     | Hora    |
| ----------------------------- | --------- | ------------------------ | -------------------- | --------- | ------- |
| Defensores de Belgrano (VR)   | 0 - 2     | Sportivo Belgrano        | Único de San Nicolás | 6 de mayo | 15:30   |
| Sportivo Las Parejas          | 3 - 0     | Gimnasia y Esgrima (CdU) | 4 de Septiembre      | 7 de mayo | 11:00   |
| El Linqueño                   | 0 - 2     | Douglas Haig             | Leonardo Costa       | 7 de mayo | 14:15   |
| Defensores de Pronunciamiento | 1 - 0     | Unión (S)                | Delio Cardozo        | 7 de mayo | 15:00   |
| Libre: Independiente (C)      |           |                          |                      |           |         |

##### Segunda rueda
| Fecha 10                           | Fecha 10  | Fecha 10                 | Fecha 10              | Fecha 10   | Fecha 10 |
| Local                              | Resultado | Visitante                | Estadio               | Fecha      | Hora     |
| ---------------------------------- | --------- | ------------------------ | --------------------- | ---------- | -------- |
| El Linqueño                        | 0 - 1     | Unión (S)                | Leonardo Costa        | 13 de mayo | 14:30    |
| Defensores de Pronunciamiento      | 1 - 0     | Sportivo Belgrano        | Delio Cardozo         | 13 de mayo | 15:00    |
| Independiente (C)                  | 3 - 1     | Gimnasia y Esgrima (CdU) | Raúl Orlando Lungarzo | 13 de mayo | 15:30    |
| Sportivo Las Parejas               | 0 - 0     | Douglas Haig             | 4 de Septiembre       | 13 de mayo | 16:00    |
| Libre: Defensores de Belgrano (VR) |           |                          |                       |            |          |

| Fecha 11                        | Fecha 11  | Fecha 11                      | Fecha 11             | Fecha 11   | Fecha 11 |
| Local                           | Resultado | Visitante                     | Estadio              | Fecha      | Hora     |
| ------------------------------- | --------- | ----------------------------- | -------------------- | ---------- | -------- |
| Sportivo Belgrano               | 1 - 0     | El Linqueño                   | Oscar Carlos Boero   | 17 de mayo | 14:00    |
| Defensores de Belgrano (VR)     | 1 - 0     | Defensores de Pronunciamiento | Único de San Nicolás | 17 de mayo | 15:30    |
| Unión (S)                       | 0 - 1     | Sportivo Las Parejas          | De la Avenida        | 17 de mayo | 20:30    |
| Douglas Haig                    | 1 - 0     | Independiente (C)             | Miguel Morales       | 17 de mayo | 20:30    |
| Libre: Gimnasia y Esgrima (CdU) |           |                               |                      |            |          |

| Fecha 12                             | Fecha 12  | Fecha 12                    | Fecha 12              | Fecha 12   | Fecha 12 |
| Local                                | Resultado | Visitante                   | Estadio               | Fecha      | Hora     |
| ------------------------------------ | --------- | --------------------------- | --------------------- | ---------- | -------- |
| Gimnasia y Esgrima (CdU)             | 0 - 0     | Douglas Haig                | Manuel y Ramón Núñez  | 21 de mayo | 15:30    |
| Independiente (C)                    | 2 - 0     | Unión (S)                   | Raúl Orlando Lungarzo | 21 de mayo | 15:30    |
| El Linqueño                          | 0 - 1     | Defensores de Belgrano (VR) | Leonardo Costa        | 21 de mayo | 15:30    |
| Sportivo Las Parejas                 | 0 - 2     | Sportivo Belgrano           | 4 de Septiembre       | 21 de mayo | 17:00    |
| Libre: Defensores de Pronunciamiento |           |                             |                       |            |          |

| Fecha 13                      | Fecha 13  | Fecha 13                 | Fecha 13             | Fecha 13   | Fecha 13 |
| Local                         | Resultado | Visitante                | Estadio              | Fecha      | Hora     |
| ----------------------------- | --------- | ------------------------ | -------------------- | ---------- | -------- |
| Sportivo Belgrano             | 2 - 0     | Independiente (C)        | Oscar Carlos Boero   | 28 de mayo | 15:00    |
| Defensores de Pronunciamiento | 1 - 1     | El Linqueño              | Delio Cardozo        | 28 de mayo | 15:00    |
| Unión (S)                     | 1 - 0     | Gimnasia y Esgrima (CdU) | De la Avenida        | 28 de mayo | 15:30    |
| Defensores de Belgrano (VR)   | 0 - 0     | Sportivo Las Parejas     | Único de San Nicolás | 28 de mayo | 15:30    |
| Libre: Douglas Haig           |           |                          |                      |            |          |

| Fecha 14                 | Fecha 14  | Fecha 14                      | Fecha 14              | Fecha 14   | Fecha 14 |
| Local                    | Resultado | Visitante                     | Estadio               | Fecha      | Hora     |
| ------------------------ | --------- | ----------------------------- | --------------------- | ---------- | -------- |
| Sportivo Las Parejas     | 0 - 1     | Defensores de Pronunciamiento | 4 de Septiembre       | 4 de junio | 15:00    |
| Independiente (C)        | 0 - 0     | Defensores de Belgrano (VR)   | Raúl Orlando Lungarzo | 4 de junio | 15:30    |
| Gimnasia y Esgrima (CdU) | 1 - 2     | Sportivo Belgrano             | Manuel y Ramón Núñez  | 4 de junio | 15:30    |
| Douglas Haig             | 2 - 1     | Unión (S)                     | Miguel Morales        | 4 de junio | 16:00    |
| Libre: El Linqueño       |           |                               |                       |            |          |

| Fecha 15                      | Fecha 15  | Fecha 15                 | Fecha 15             | Fecha 15    | Fecha 15 |
| Local                         | Resultado | Visitante                | Estadio              | Fecha       | Hora     |
| ----------------------------- | --------- | ------------------------ | -------------------- | ----------- | -------- |
| Sportivo Belgrano             | 0 - 2     | Douglas Haig             | Oscar Carlos Boero   | 11 de junio | 15:00    |
| Defensores de Pronunciamiento | 2 - 1     | Independiente (C)        | Delio Cardozo        | 11 de junio | 15:00    |
| Defensores de Belgrano (VR)   | 1 - 0     | Gimnasia y Esgrima (CdU) | Único de San Nicolás | 11 de junio | 15:30    |
| El Linqueño                   | 1 - 2     | Sportivo Las Parejas     | Leonardo Costa       | 11 de junio | 15:30    |
| Libre: Unión (S)              |           |                          |                      |             |          |

| Fecha 16                    | Fecha 16  | Fecha 16                      | Fecha 16              | Fecha 16    | Fecha 16 |
| Local                       | Resultado | Visitante                     | Estadio               | Fecha       | Hora     |
| --------------------------- | --------- | ----------------------------- | --------------------- | ----------- | -------- |
| Douglas Haig                | 2 - 1     | Defensores de Belgrano (VR)   | Miguel Morales        | 17 de junio | 18:00    |
| Unión (S)                   | 1 - 1     | Sportivo Belgrano             | De la Avenida         | 18 de junio | 15:00    |
| Independiente (C)           | 2 - 0     | El Linqueño                   | Raúl Orlando Lungarzo | 18 de junio | 15:00    |
| Gimnasia y Esgrima (CdU)    | 0 - 0     | Defensores de Pronunciamiento | Manuel y Ramón Núñez  | 18 de junio | 15:30    |
| Libre: Sportivo Las Parejas |           |                               |                       |             |          |

| Fecha 17                      | Fecha 17  | Fecha 17                 | Fecha 17             | Fecha 17    | Fecha 17 |
| Local                         | Resultado | Visitante                | Estadio              | Fecha       | Hora     |
| ----------------------------- | --------- | ------------------------ | -------------------- | ----------- | -------- |
| Defensores de Pronunciamiento | 0 - 1     | Douglas Haig             | Delio Cardozo        | 24 de junio | 14:30    |
| El Linqueño                   | 3 - 1     | Gimnasia y Esgrima (CdU) | Leonardo Costa       | 24 de junio | 14:30    |
| Defensores de Belgrano (VR)   | 0 - 2     | Unión (S)                | Único de San Nicolás | 24 de junio | 15:30    |
| Sportivo Las Parejas          | 0 - 1     | Independiente (C)        | 4 de Septiembre      | 24 de junio | 15:30    |
| Libre: Sportivo Belgrano      |           |                          |                      |             |          |

| Fecha 18                 | Fecha 18  | Fecha 18                      | Fecha 18             | Fecha 18    | Fecha 18 |
| Local                    | Resultado | Visitante                     | Estadio              | Fecha       | Hora     |
| ------------------------ | --------- | ----------------------------- | -------------------- | ----------- | -------- |
| Sportivo Belgrano        | 1 - 1     | Defensores de Belgrano (VR)   | Oscar Carlos Boero   | 28 de junio | 13:45    |
| Douglas Haig             | 3 - 1     | El Linqueño                   | Miguel Morales       | 28 de junio | 20:00    |
| Unión (S)                | 1 - 0     | Defensores de Pronunciamiento | De la Avenida        | 28 de junio | 20:00    |
| Gimnasia y Esgrima (CdU) | 0 - 2     | Sportivo Las Parejas          | Manuel y Ramón Núñez | 28 de junio | 20:30    |
| Libre: Independiente (C) |           |                               |                      |             |          |

##### Tercera rueda
| Fecha 19                           | Fecha 19  | Fecha 19                      | Fecha 19             | Fecha 19   | Fecha 19 |
| Local                              | Resultado | Visitante                     | Estadio              | Fecha      | Hora     |
| ---------------------------------- | --------- | ----------------------------- | -------------------- | ---------- | -------- |
| Sportivo Belgrano                  | 0 - 1     | Defensores de Pronunciamiento | Oscar Carlos Boero   | 2 de julio | 15:00    |
| Unión (S)                          | 0 - 1     | El Linqueño                   | De la Avenida        | 2 de julio | 15:30    |
| Douglas Haig                       | 3 - 0     | Sportivo Las Parejas          | Miguel Morales       | 2 de julio | 15:30    |
| Gimnasia y Esgrima (CdU)           | 1 - 0     | Independiente (C)             | Manuel y Ramón Núñez | 2 de julio | 15:30    |
| Libre: Defensores de Belgrano (VR) |           |                               |                      |            |          |

| Fecha 20                        | Fecha 20  | Fecha 20                    | Fecha 20              | Fecha 20   | Fecha 20 |
| Local                           | Resultado | Visitante                   | Estadio               | Fecha      | Hora     |
| ------------------------------- | --------- | --------------------------- | --------------------- | ---------- | -------- |
| Independiente (C)               | 1 - 0     | Douglas Haig                | Raúl Orlando Lungarzo | 8 de julio | 15:00    |
| Sportivo Las Parejas            | 3 - 0     | Unión (S)                   | 4 de Septiembre       | 8 de julio | 15:00    |
| El Linqueño                     | 1 - 1     | Sportivo Belgrano           | Leonardo Costa        | 8 de julio | 15:00    |
| Defensores de Pronunciamiento   | 2 - 1     | Defensores de Belgrano (VR) | Delio Cardozo         | 8 de julio | 15:00    |
| Libre: Gimnasia y Esgrima (CdU) |           |                             |                       |            |          |

| Fecha 21                             | Fecha 21  | Fecha 21                 | Fecha 21           | Fecha 21    | Fecha 21 |
| Local                                | Resultado | Visitante                | Estadio            | Fecha       | Hora     |
| ------------------------------------ | --------- | ------------------------ | ------------------ | ----------- | -------- |
| Unión (S)                            | 0 - 2     | Independiente (C)        | De la Avenida      | 14 de julio | 20:00    |
| Douglas Haig                         | 1 - 0     | Gimnasia y Esgrima (CdU) | Miguel Morales     | 16 de julio | 15:30    |
| Defensores de Belgrano (VR)          | 3 - 1     | El Linqueño              | Salomón Boeseldín  | 16 de julio | 16:00    |
| Sportivo Belgrano                    | 1 - 2     | Sportivo Las Parejas     | Oscar Carlos Boero | 16 de julio | 19:00    |
| Libre: Defensores de Pronunciamiento |           |                          |                    |             |          |

| Fecha 22                 | Fecha 22  | Fecha 22                      | Fecha 22              | Fecha 22    | Fecha 22 |
| Local                    | Resultado | Visitante                     | Estadio               | Fecha       | Hora     |
| ------------------------ | --------- | ----------------------------- | --------------------- | ----------- | -------- |
| El Linqueño              | 2 - 0     | Defensores de Pronunciamiento | Leonardo Costa        | 22 de julio | 14:30    |
| Sportivo Las Parejas     | 1 - 1     | Defensores de Belgrano (VR)   | 4 de Septiembre       | 22 de julio | 15:00    |
| Gimnasia y Esgrima (CdU) | 0 - 1     | Unión (S)                     | Manuel y Ramón Núñez  | 22 de julio | 16:00    |
| Independiente (C)        | 1 - 0     | Sportivo Belgrano             | Raúl Orlando Lungarzo | 23 de julio | 15:30    |
| Libre: Douglas Haig      |           |                               |                       |             |          |

| Fecha 23                      | Fecha 23  | Fecha 23                 | Fecha 23           | Fecha 23    | Fecha 23 |
| Local                         | Resultado | Visitante                | Estadio            | Fecha       | Hora     |
| ----------------------------- | --------- | ------------------------ | ------------------ | ----------- | -------- |
| Sportivo Belgrano             | 2 - 0     | Gimnasia y Esgrima (CdU) | Oscar Carlos Boero | 28 de julio | 20:35    |
| Defensores de Pronunciamiento | 3 - 1     | Sportivo Las Parejas     | Delio Cardozo      | 29 de julio | 15:00    |
| Defensores de Belgrano (VR)   | 2 - 0     | Independiente (C)        | Salomón Boeseldín  | 29 de julio | 16:00    |
| Unión (S)                     | 0 - 1     | Douglas Haig             | De la Avenida      | 29 de julio | 16:00    |
| Libre: El Linqueño            |           |                          |                    |             |          |

| Fecha 24                 | Fecha 24  | Fecha 24                      | Fecha 24              | Fecha 24    | Fecha 24 |
| Local                    | Resultado | Visitante                     | Estadio               | Fecha       | Hora     |
| ------------------------ | --------- | ----------------------------- | --------------------- | ----------- | -------- |
| Independiente (C)        | 1 - 0     | Defensores de Pronunciamiento | Raúl Orlando Lungarzo | 2 de agosto | 16:00    |
| Sportivo Las Parejas     | 3 - 1     | El Linqueño                   | 4 de Septiembre       | 2 de agosto | 19:30    |
| Douglas Haig             | 1 - 0     | Sportivo Belgrano             | Miguel Morales        | 2 de agosto | 20:00    |
| Gimnasia y Esgrima (CdU) | 2 - 0     | Defensores de Belgrano (VR)   | Manuel y Ramón Núñez  | 2 de agosto | 20:30    |
| Libre: Unión (S)         |           |                               |                       |             |          |

| Fecha 25                      | Fecha 25  | Fecha 25                 | Fecha 25           | Fecha 25    | Fecha 25 |
| Local                         | Resultado | Visitante                | Estadio            | Fecha       | Hora     |
| ----------------------------- | --------- | ------------------------ | ------------------ | ----------- | -------- |
| El Linqueño                   | 2 - 0     | Independiente (C)        | Leonardo Costa     | 6 de agosto | 15:00    |
| Defensores de Pronunciamiento | 1 - 2     | Gimnasia y Esgrima (CdU) | Delio Cardozo      | 6 de agosto | 15:00    |
| Defensores de Belgrano (VR)   | 1 - 3     | Douglas Haig             | Salomón Boeseldín  | 6 de agosto | 16:00    |
| Sportivo Belgrano             | 1 - 0     | Unión (S)                | Oscar Carlos Boero | 6 de agosto | 19:00    |
| Libre: Sportivo Las Parejas   |           |                          |                    |             |          |

| Fecha 26                 | Fecha 26  | Fecha 26                      | Fecha 26              | Fecha 26     | Fecha 26 |
| Local                    | Resultado | Visitante                     | Estadio               | Fecha        | Hora     |
| ------------------------ | --------- | ----------------------------- | --------------------- | ------------ | -------- |
| Unión (S)                | 2 - 0     | Defensores de Belgrano (VR)   | De la Avenida         | 19 de agosto | 16:00    |
| Gimnasia y Esgrima (CdU) | 0 - 0     | El Linqueño                   | Manuel y Ramón Núñez  | 20 de agosto | 15:30    |
| Independiente (C)        | 0 - 0     | Sportivo Las Parejas          | Raúl Orlando Lungarzo | 20 de agosto | 15:30    |
| Douglas Haig             | 0 - 0     | Defensores de Pronunciamiento | Miguel Morales        | 20 de agosto | 16:00    |
| Libre: Sportivo Belgrano |           |                               |                       |              |          |

| Fecha 27                      | Fecha 27  | Fecha 27                 | Fecha 27          | Fecha 27     | Fecha 27 |
| Local                         | Resultado | Visitante                | Estadio           | Fecha        | Hora     |
| ----------------------------- | --------- | ------------------------ | ----------------- | ------------ | -------- |
| El Linqueño                   | 0 - 1     | Douglas Haig             | Leonardo Costa    | 26 de agosto | 14:30    |
| Sportivo Las Parejas          | 0 - 1     | Gimnasia y Esgrima (CdU) | 4 de Septiembre   | 26 de agosto | 17:00    |
| Defensores de Pronunciamiento | 3 - 0     | Unión (S)                | Delio Cardozo     | 27 de agosto | 16:00    |
| Defensores de Belgrano (VR)   | 3 - 2     | Sportivo Belgrano        | Salomón Boeseldín | 27 de agosto | 16:00    |
| Libre: Independiente (C)      |           |                          |                   |              |          |

##### Cuarta rueda
| Fecha 28                           | Fecha 28  | Fecha 28                 | Fecha 28              | Fecha 28        | Fecha 28 |
| Local                              | Resultado | Visitante                | Estadio               | Fecha           | Hora     |
| ---------------------------------- | --------- | ------------------------ | --------------------- | --------------- | -------- |
| Independiente (C)                  | 0 - 0     | Gimnasia y Esgrima (CdU) | Raúl Orlando Lungarzo | 2 de septiembre | 15:30    |
| Sportivo Las Parejas               | 1 - 2     | Douglas Haig             | 4 de Septiembre       | 2 de septiembre | 16:30    |
| El Linqueño                        | 2 - 0     | Unión (S)                | Leonardo Costa        | 3 de septiembre | 15:30    |
| Defensores de Pronunciamiento      | 2 - 0     | Sportivo Belgrano        | Delio Cardozo         | 3 de septiembre | 16:00    |
| Libre: Defensores de Belgrano (VR) |           |                          |                       |                 |          |

| Fecha 29                        | Fecha 29  | Fecha 29                      | Fecha 29           | Fecha 29        | Fecha 29 |
| Local                           | Resultado | Visitante                     | Estadio            | Fecha           | Hora     |
| ------------------------------- | --------- | ----------------------------- | ------------------ | --------------- | -------- |
| Unión (S)                       | 5 - 1     | Sportivo Las Parejas          | De la Avenida      | 8 de septiembre | 20:30    |
| Sportivo Belgrano               | 4 - 0     | El Linqueño                   | Oscar Carlos Boero | 8 de septiembre | 20:30    |
| Defensores de Belgrano (VR)     | 1 - 0     | Defensores de Pronunciamiento | Salomón Boeseldín  | 9 de septiembre | 15:00    |
| Douglas Haig                    | 1 - 1     | Independiente (C)             | Miguel Morales     | 9 de septiembre | 20:15    |
| Libre: Gimnasia y Esgrima (CdU) |           |                               |                    |                 |          |

| Fecha 30                             | Fecha 30  | Fecha 30                    | Fecha 30              | Fecha 30         | Fecha 30 |
| Local                                | Resultado | Visitante                   | Estadio               | Fecha            | Hora     |
| ------------------------------------ | --------- | --------------------------- | --------------------- | ---------------- | -------- |
| Independiente (C)                    | 2 - 0     | Unión (S)                   | Raúl Orlando Lungarzo | 13 de septiembre | 15:30    |
| Sportivo Las Parejas                 | 1 - 1     | Sportivo Belgrano           | 4 de Septiembre       | 13 de septiembre | 20:00    |
| El Linqueño                          | 3 - 0     | Defensores de Belgrano (VR) | Leonardo Costa        | 13 de septiembre | 20:30    |
| Gimnasia y Esgrima (CdU)             | 1 - 1     | Douglas Haig                | Manuel y Ramón Núñez  | 13 de septiembre | 20:30    |
| Libre: Defensores de Pronunciamiento |           |                             |                       |                  |          |

| Fecha 31                      | Fecha 31  | Fecha 31                 | Fecha 31           | Fecha 31         | Fecha 31 |
| Local                         | Resultado | Visitante                | Estadio            | Fecha            | Hora     |
| ----------------------------- | --------- | ------------------------ | ------------------ | ---------------- | -------- |
| Defensores de Belgrano (VR)   | 1 - 0     | Sportivo Las Parejas     | Salomón Boeseldín  | 18 de septiembre | 15:30    |
| Unión (S)                     | 0 - 0     | Gimnasia y Esgrima (CdU) | De la Avenida      | 18 de septiembre | 16:00    |
| Defensores de Pronunciamiento | 2 - 2     | El Linqueño              | Delio Cardozo      | 18 de septiembre | 16:00    |
| Sportivo Belgrano             | 1 - 0     | Independiente (C)        | Oscar Carlos Boero | 18 de septiembre | 20:30    |
| Libre: Douglas Haig           |           |                          |                    |                  |          |

| Fecha 32                 | Fecha 32  | Fecha 32                      | Fecha 32              | Fecha 32         | Fecha 32 |
| Local                    | Resultado | Visitante                     | Estadio               | Fecha            | Hora     |
| ------------------------ | --------- | ----------------------------- | --------------------- | ---------------- | -------- |
| Sportivo Las Parejas     | 2 - 0     | Defensores de Pronunciamiento | 4 de Septiembre       | 24 de septiembre | 15:00    |
| Gimnasia y Esgrima (CdU) | 2 - 1     | Sportivo Belgrano             | Manuel y Ramón Núñez  | 24 de septiembre | 16:00    |
| Douglas Haig             | 4 - 2     | Unión (S)                     | Miguel Morales        | 24 de septiembre | 17:00    |
| Independiente (C)        | 0 - 0     | Defensores de Belgrano (VR)   | Raúl Orlando Lungarzo | 25 de septiembre | 15:30    |
| Libre: El Linqueño       |           |                               |                       |                  |          |

| Fecha 33                      | Fecha 33  | Fecha 33                 | Fecha 33           | Fecha 33         | Fecha 33 |
| Local                         | Resultado | Visitante                | Estadio            | Fecha            | Hora     |
| ----------------------------- | --------- | ------------------------ | ------------------ | ---------------- | -------- |
| El Linqueño                   | 3 - 0     | Sportivo Las Parejas     | Leonardo Costa     | 30 de septiembre | 14:00    |
| Defensores de Belgrano (VR)   | 0 - 1     | Gimnasia y Esgrima (CdU) | Salomón Boeseldín  | 1 de octubre     | 16:30    |
| Defensores de Pronunciamiento | 1 - 0     | Independiente (C)        | Delio Cardozo      | 1 de octubre     | 16:30    |
| Sportivo Belgrano             | 3 - 0     | Douglas Haig             | Oscar Carlos Boero | 2 de octubre     | 20:30    |
| Libre: Unión (S)              |           |                          |                    |                  |          |

| Fecha 34                    | Fecha 34  | Fecha 34                      | Fecha 34              | Fecha 34     | Fecha 34 |
| Local                       | Resultado | Visitante                     | Estadio               | Fecha        | Hora     |
| --------------------------- | --------- | ----------------------------- | --------------------- | ------------ | -------- |
| Gimnasia y Esgrima (CdU)    | 1 - 1     | Defensores de Pronunciamiento | Manuel y Ramón Núñez  | 8 de octubre | 16:30    |
| Douglas Haig                | 3 - 0     | Defensores de Belgrano (VR)   | Miguel Morales        | 8 de octubre | 16:30    |
| Unión (S)                   | 1 - 2     | Sportivo Belgrano             | De la Avenida         | 8 de octubre | 17:00    |
| Independiente (C)           | 3 - 2     | El Linqueño                   | Raúl Orlando Lungarzo | 8 de octubre | 17:00    |
| Libre: Sportivo Las Parejas |           |                               |                       |              |          |

| Fecha 35                      | Fecha 35  | Fecha 35                 | Fecha 35          | Fecha 35      | Fecha 35 |
| Local                         | Resultado | Visitante                | Estadio           | Fecha         | Hora     |
| ----------------------------- | --------- | ------------------------ | ----------------- | ------------- | -------- |
| El Linqueño                   | 1 - 0     | Gimnasia y Esgrima (CdU) | Leonardo Costa    | 15 de octubre | 15:30    |
| Defensores de Belgrano (VR)   | 2 - 0     | Unión (S)                | Salomón Boeseldín | 15 de octubre | 16:00    |
| Defensores de Pronunciamiento | 4 - 0     | Douglas Haig             | Delio Cardozo     | 15 de octubre | 16:30    |
| Sportivo Las Parejas          | 4 - 1     | Independiente (C)        | 4 de Septiembre   | 15 de octubre | 18:00    |
| Libre: Sportivo Belgrano      |           |                          |                   |               |          |

| Fecha 36                 | Fecha 36  | Fecha 36                      | Fecha 36             | Fecha 36      | Fecha 36 |
| Local                    | Resultado | Visitante                     | Estadio              | Fecha         | Hora     |
| ------------------------ | --------- | ----------------------------- | -------------------- | ------------- | -------- |
| Sportivo Belgrano        | 0 - 3     | Defensores de Belgrano (VR)   | Oscar Carlos Boero   | 29 de octubre | 17:00    |
| Unión (S)                | 1 - 0     | Defensores de Pronunciamiento | De la Avenida        | 29 de octubre | 17:00    |
| Douglas Haig             | 0 - 0     | El Linqueño                   | Miguel Morales       | 29 de octubre | 17:00    |
| Gimnasia y Esgrima (CdU) | 1 - 2     | Sportivo Las Parejas          | Manuel y Ramón Núñez | 29 de octubre | 17:00    |
| Libre: Independiente (C) |           |                               |                      |               |          |

### Zona D

#### Tabla de posiciones final
| Pos. | Equipo              | Pts. | PJ | PG | PE | PP | GF | GC | Dif. |
| ---- | ------------------- | ---- | -- | -- | -- | -- | -- | -- | ---- |
| 1.º  | Gimnasia y Tiro (S) | 59   | 32 | 16 | 11 | 5  | 32 | 17 | 15   |
| 2.º  | Central Norte (S)   | 49   | 32 | 13 | 10 | 9  | 38 | 30 | 8    |
| 3.º  | Boca Unidos         | 46   | 32 | 12 | 10 | 10 | 31 | 36 | −5   |
| 4.º  | Sol de América (F)  | 45   | 32 | 12 | 9  | 11 | 33 | 29 | 4    |
| 5.º  | San Martín (F)      | 43   | 32 | 13 | 4  | 15 | 31 | 26 | 5    |
| 6.º  | 9 de Julio (R)      | 41   | 32 | 11 | 8  | 13 | 34 | 34 | 0    |
| 7.º  | Sarmiento (R)       | 39   | 32 | 10 | 9  | 13 | 27 | 31 | −4   |
| 8.º  | Crucero del Norte   | 36   | 32 | 8  | 12 | 12 | 28 | 35 | −7   |
| 9.º  | Juventud Antoniana  | 32   | 32 | 7  | 11 | 14 | 20 | 36 | −16  |

|  | Clasificaron a la Etapa eliminatoria y a la Copa Argentina 2024.                   |
|  | Clasificaron a la Etapa eliminatoria.                                              |
|  | Definió un descenso al Torneo Regional Federal Amateur con el último de la Zona B. |

|  |

##### Evolución de las posiciones

###### Primera rueda
| Equipo / Fecha      | 1   | 2   | 3   | 4   | 5   | 6   | 7   | 8   | 9   |
| ------------------- | --- | --- | --- | --- | --- | --- | --- | --- | --- |
| 9 de Julio (R)      | -   | 9.° | 9.° | 9.° | 9.° | 9.° | 9.° | 9.° | 9.° |
| Boca Unidos         | 9.° | 8.° | 5.° | 4.° | 3.° | 3.º | 6.º | 4.° | 5.° |
| Central Norte (S)   | 7.° | 3.° | 6.° | 7.° | 5.° | 5.° | 7.° | 7.° | 6.° |
| Crucero del Norte   | 4.° | 6.° | 7.° | 8.° | 8.° | 7.° | 4.° | 6.° | 8.° |
| Gimnasia y Tiro (S) | 4.° | 2.° | 3.° | 2.° | 4.° | 4.° | 3.º | 2.° | 2.° |
| Juventud Antoniana  | 2.° | 4.° | 4.° | 5.° | 6.° | 8.° | 5.º | 5.° | 4.° |
| San Martín (F)      | 7.° | 7.° | 8.° | 6.° | 7.° | 6.° | 8.° | 8.° | 7.° |
| Sarmiento (R)       | 1.° | 1.° | 1.° | 1.° | 1.° | 1.° | 2.º | 1.° | 1.° |
| Sol de América (F)  | 2.° | 4.° | 2.° | 3.° | 2.° | 2.° | 1.º | 3.° | 3.° |

|  |

###### Segunda rueda
| Equipo / Fecha      | 10  | 11  | 12  | 13  | 14  | 15  | 16  | 17  | 18  |
| ------------------- | --- | --- | --- | --- | --- | --- | --- | --- | --- |
| 9 de Julio (R)      | 9.° | 9.° | 9.° | 9.° | 9.° | 8.° | 9.° | 8.° | 8.° |
| Boca Unidos         | 6.° | 5.° | 5.° | 4.° | 6.° | 5.° | 4.° | 4.° | 4.° |
| Central Norte (S)   | 7.° | 7.° | 8.° | 8.° | 8.° | 9.° | 7.° | 7.° | 6.° |
| Crucero del Norte   | 8.° | 8.° | 7.° | 7.° | 7.° | 7.° | 8.° | 9.° | 9.° |
| Gimnasia y Tiro (S) | 1.° | 2.° | 1.° | 1.° | 1.° | 1.° | 1.° | 1.° | 1.° |
| Juventud Antoniana  | 4.° | 4.° | 6.° | 6.° | 5.° | 6.° | 5.° | 5.° | 5.° |
| San Martín (F)      | 5.° | 6.° | 4.° | 5.° | 4.° | 4.° | 6.° | 6.° | 7.° |
| Sarmiento (R)       | 2.° | 3.° | 3.° | 2.° | 2.º | 2.° | 2.° | 2.° | 2.° |
| Sol de América (F)  | 3.° | 1.° | 2.° | 3.° | 3.° | 3.° | 3.° | 3.° | 3.° |

|  |

###### Tercera rueda
| Equipo / Fecha      | 19  | 20  | 21  | 22  | 23  | 24  | 25  | 26  | 27  |
| ------------------- | --- | --- | --- | --- | --- | --- | --- | --- | --- |
| 9 de Julio (R)      | 9.° | 9.° | 7.° | 8.° | 8.° | 8.° | 7.° | 7.° | 7.° |
| Boca Unidos         | 4.° | 5.° | 5.° | 5.° | 3.° | 4.° | 5.° | 5.° | 5.° |
| Central Norte (S)   | 6.° | 4.° | 4.° | 4.° | 5.° | 5.° | 4.° | 3.° | 2.° |
| Crucero del Norte   | 8.° | 8.° | 9.° | 9.° | 9.° | 9.° | 9.° | 9.° | 9.° |
| Gimnasia y Tiro (S) | 1.° | 1.° | 1.° | 1.° | 1.° | 1.° | 1.° | 1.° | 1.° |
| Juventud Antoniana  | 5.° | 6.° | 6.° | 6.° | 6.° | 7.° | 8.° | 8.° | 8.° |
| San Martín (F)      | 7.° | 7.° | 8.° | 7.° | 7.° | 6.° | 6.° | 6.° | 6.° |
| Sarmiento (R)       | 2.° | 2.° | 2.° | 2.° | 2.° | 2.° | 2.° | 2.° | 3.° |
| Sol de América (F)  | 3.° | 3.° | 3.° | 3.° | 4.° | 3.° | 3.° | 4.° | 4.° |

|  |

###### Cuarta rueda
| Equipo / Fecha      | 28  | 29  | 30  | 31  | 32  | 33  | 34  | 35  | 36  |
| ------------------- | --- | --- | --- | --- | --- | --- | --- | --- | --- |
| 9 de Julio (R)      | 7.° | 7.° | 7.° | 7.° | 7.° | 7.° | 6.° | 6.° | 6.° |
| Boca Unidos         | 4.° | 3.° | 3.° | 3.° | 3.° | 3.° | 3.° | 3.° | 3.° |
| Central Norte (S)   | 2.° | 2.° | 2.° | 2.° | 2.° | 2.° | 2.° | 2.° | 2.° |
| Crucero del Norte   | 9.° | 9.° | 8.° | 8.° | 8.° | 8.° | 8.° | 8.° | 8.° |
| Gimnasia y Tiro (S) | 1.° | 1.° | 1.° | 1.° | 1.° | 1.° | 1.° | 1.° | 1.° |
| Juventud Antoniana  | 8.° | 8.° | 9.° | 9.° | 9.° | 9.° | 9.° | 9.° | 9.° |
| San Martín (F)      | 6.° | 6.° | 6.° | 6.° | 5.° | 5.° | 5.° | 4.° | 5.° |
| Sarmiento (R)       | 3.° | 5.° | 4.° | 4.° | 6.° | 6.° | 7.° | 7.° | 7.° |
| Sol de América (F)  | 5.° | 4.° | 5.° | 5.° | 4.° | 4.° | 4.° | 5.° | 4.° |

|  |

#### Resultados

##### Primera rueda
| Fecha 1               | Fecha 1   | Fecha 1             | Fecha 1                     | Fecha 1     | Fecha 1 |
| Local                 | Resultado | Visitante           | Estadio                     | Fecha       | Hora    |
| --------------------- | --------- | ------------------- | --------------------------- | ----------- | ------- |
| Boca Unidos           | 0 - 2     | Sarmiento (R)       | Leoncio Benítez             | 10 de marzo | 17:00   |
| Crucero del Norte     | 0 - 0     | Gimnasia y Tiro (S) | Comandante Andrés Guacurarí | 11 de marzo | 17:30   |
| Sol de América (F)    | 1 - 0     | Central Norte (S)   | Sol de América              | 12 de marzo | 17:00   |
| Juventud Antoniana    | 1 - 0     | San Martín (F)      | Padre Ernesto Martearena    | 12 de marzo | 17:00   |
| Libre: 9 de Julio (R) |           |                     |                             |             |         |

| Fecha 2                  | Fecha 2   | Fecha 2            | Fecha 2              | Fecha 2     | Fecha 2 |
| Local                    | Resultado | Visitante          | Estadio              | Fecha       | Hora    |
| ------------------------ | --------- | ------------------ | -------------------- | ----------- | ------- |
| Central Norte (S)        | 2 - 0     | 9 de Julio (R)     | Doctor Luis Güemes   | 17 de marzo | 21:45   |
| Gimnasia y Tiro (S)      | 1 - 0     | Juventud Antoniana | El Gigante del Norte | 19 de marzo | 17:00   |
| San Martín (F)           | 0 - 0     | Boca Unidos        | 17 de Octubre        | 19 de marzo | 17:00   |
| Sarmiento (R)            | 1 - 0     | Sol de América (F) | Centenario           | 19 de marzo | 17:00   |
| Libre: Crucero del Norte |           |                    |                      |             |         |

| Fecha 3                  | Fecha 3   | Fecha 3             | Fecha 3                  | Fecha 3     | Fecha 3 |
| Local                    | Resultado | Visitante           | Estadio                  | Fecha       | Hora    |
| ------------------------ | --------- | ------------------- | ------------------------ | ----------- | ------- |
| 9 de Julio (R)           | 0 - 1     | Sarmiento (R)       | Germán Solterman         | 25 de marzo | 17:30   |
| Boca Unidos              | 2 - 1     | Gimnasia y Tiro (S) | Leoncio Benítez          | 26 de marzo | 16:30   |
| Sol de América (F)       | 2 - 0     | San Martín (F)      | Sol de América           | 26 de marzo | 17:00   |
| Juventud Antoniana       | 1 - 1     | Crucero del Norte   | Padre Ernesto Martearena | 26 de marzo | 17:00   |
| Libre: Central Norte (S) |           |                     |                          |             |         |

| Fecha 4                   | Fecha 4   | Fecha 4            | Fecha 4                     | Fecha 4    | Fecha 4 |
| Local                     | Resultado | Visitante          | Estadio                     | Fecha      | Hora    |
| ------------------------- | --------- | ------------------ | --------------------------- | ---------- | ------- |
| Crucero del Norte         | 1 - 1     | Boca Unidos        | Comandante Andrés Guacurarí | 1 de abril | 16:30   |
| Gimnasia y Tiro (S)       | 2 - 1     | Sol de América (F) | El Gigante del Norte        | 1 de abril | 16:30   |
| San Martín (F)            | 2 - 0     | 9 de Julio (R)     | 17 de Octubre               | 1 de abril | 16:30   |
| Sarmiento (R)             | 1 - 0     | Central Norte (S)  | Centenario                  | 1 de abril | 20:30   |
| Libre: Juventud Antoniana |           |                    |                             |            |         |

| Fecha 5              | Fecha 5   | Fecha 5             | Fecha 5                  | Fecha 5    | Fecha 5 |
| Local                | Resultado | Visitante           | Estadio                  | Fecha      | Hora    |
| -------------------- | --------- | ------------------- | ------------------------ | ---------- | ------- |
| Boca Unidos          | 2 - 0     | Juventud Antoniana  | Leoncio Benítez          | 9 de abril | 16:30   |
| Central Norte (S)    | 2 - 0     | San Martín (F)      | Padre Ernesto Martearena | 9 de abril | 17:00   |
| Sol de América (F)   | 2 - 0     | Crucero del Norte   | Sol de América           | 9 de abril | 17:00   |
| 9 de Julio (R)       | 2 - 1     | Gimnasia y Tiro (S) | Germán Solterman         | 9 de abril | 19:00   |
| Libre: Sarmiento (R) |           |                     |                          |            |         |

| Fecha 6             | Fecha 6   | Fecha 6            | Fecha 6                     | Fecha 6     | Fecha 6 |
| Local               | Resultado | Visitante          | Estadio                     | Fecha       | Hora    |
| ------------------- | --------- | ------------------ | --------------------------- | ----------- | ------- |
| Crucero del Norte   | 2 - 1     | 9 de Julio (R)     | Comandante Andrés Guacurarí | 16 de abril | 16:30   |
| Gimnasia y Tiro (S) | 1 - 1     | Central Norte (S)  | El Gigante del Norte        | 16 de abril | 16:35   |
| San Martín (F)      | 1 - 0     | Sarmiento (R)      | 17 de Octubre               | 16 de abril | 16:45   |
| Juventud Antoniana  | 0 - 0     | Sol de América (F) | Padre Ernesto Martearena    | 16 de abril | 19:00   |
| Libre: Boca Unidos  |           |                    |                             |             |         |

| Fecha 7               | Fecha 7   | Fecha 7             | Fecha 7                  | Fecha 7     | Fecha 7 |
| Local                 | Resultado | Visitante           | Estadio                  | Fecha       | Hora    |
| --------------------- | --------- | ------------------- | ------------------------ | ----------- | ------- |
| Sarmiento (R)         | 0 - 1     | Gimnasia y Tiro (S) | Centenario               | 22 de abril | 20:30   |
| Central Norte (S)     | 0 - 1     | Crucero del Norte   | Padre Ernesto Martearena | 23 de abril | 17:00   |
| Sol de América (F)    | 6 - 1     | Boca Unidos         | Sol de América           | 23 de abril | 17:00   |
| 9 de Julio (R)        | 0 - 1     | Juventud Antoniana  | Germán Solterman         | 23 de abril | 18:00   |
| Libre: San Martín (F) |           |                     |                          |             |         |

| Fecha 8                   | Fecha 8   | Fecha 8           | Fecha 8                     | Fecha 8     | Fecha 8 |
| Local                     | Resultado | Visitante         | Estadio                     | Fecha       | Hora    |
| ------------------------- | --------- | ----------------- | --------------------------- | ----------- | ------- |
| Gimnasia y Tiro (S)       | 2 - 1     | San Martín (F)    | El Gigante del Norte        | 30 de abril | 15:30   |
| Boca Unidos               | 2 - 0     | 9 de Julio (R)    | Leoncio Benítez             | 30 de abril | 16:00   |
| Crucero del Norte         | 1 - 2     | Sarmiento (R)     | Comandante Andrés Guacurarí | 30 de abril | 17:05   |
| Juventud Antoniana        | 2 - 1     | Central Norte (S) | Padre Ernesto Martearena    | 30 de abril | 18:30   |
| Libre: Sol de América (F) |           |                   |                             |             |         |

| Fecha 9                    | Fecha 9   | Fecha 9            | Fecha 9                  | Fecha 9   | Fecha 9 |
| Local                      | Resultado | Visitante          | Estadio                  | Fecha     | Hora    |
| -------------------------- | --------- | ------------------ | ------------------------ | --------- | ------- |
| Sarmiento (R)              | 0 - 1     | Juventud Antoniana | Centenario               | 6 de mayo | 20:05   |
| San Martín (F)             | 2 - 0     | Crucero del Norte  | 17 de Octubre            | 7 de mayo | 14:30   |
| Central Norte (S)          | 3 - 0     | Boca Unidos        | Padre Ernesto Martearena | 7 de mayo | 15:00   |
| 9 de Julio (R)             | 1 - 1     | Sol de América (F) | Germán Solterman         | 7 de mayo | 15:30   |
| Libre: Gimnasia y Tiro (S) |           |                    |                          |           |         |

##### Segunda rueda
| Fecha 10              | Fecha 10  | Fecha 10           | Fecha 10                 | Fecha 10   | Fecha 10 |
| Local                 | Resultado | Visitante          | Estadio                  | Fecha      | Hora     |
| --------------------- | --------- | ------------------ | ------------------------ | ---------- | -------- |
| San Martín (F)        | 1 - 0     | Juventud Antoniana | 17 de Octubre            | 13 de mayo | 16:00    |
| Gimnasia y Tiro (S)   | 3 - 1     | Crucero del Norte  | El Gigante del Norte     | 13 de mayo | 16:00    |
| Sarmiento (R)         | 0 - 0     | Boca Unidos        | Centenario               | 13 de mayo | 19:00    |
| Central Norte (S)     | 0 - 0     | Sol de América (F) | Padre Ernesto Martearena | 13 de mayo | 20:00    |
| Libre: 9 de Julio (R) |           |                    |                          |            |          |

| Fecha 11                 | Fecha 11  | Fecha 11            | Fecha 11                 | Fecha 11   | Fecha 11 |
| Local                    | Resultado | Visitante           | Estadio                  | Fecha      | Hora     |
| ------------------------ | --------- | ------------------- | ------------------------ | ---------- | -------- |
| Boca Unidos              | 1 - 0     | San Martín (F)      | Leoncio Benítez          | 17 de mayo | 15:30    |
| Sol de América (F)       | 1 - 0     | Sarmiento (R)       | Sol de América           | 17 de mayo | 20:15    |
| 9 de Julio (R)           | 3 - 1     | Central Norte (S)   | Germán Solterman         | 17 de mayo | 20:30    |
| Juventud Antoniana       | 0 - 0     | Gimnasia y Tiro (S) | Padre Ernesto Martearena | 17 de mayo | 22:00    |
| Libre: Crucero del Norte |           |                     |                          |            |          |

| Fecha 12                 | Fecha 12  | Fecha 12           | Fecha 12                    | Fecha 12   | Fecha 12 |
| Local                    | Resultado | Visitante          | Estadio                     | Fecha      | Hora     |
| ------------------------ | --------- | ------------------ | --------------------------- | ---------- | -------- |
| Gimnasia y Tiro (S)      | 1 - 0     | Boca Unidos        | El Gigante del Norte        | 21 de mayo | 16:00    |
| Crucero del Norte        | 2 - 0     | Juventud Antoniana | Comandante Andrés Guacurarí | 21 de mayo | 16:00    |
| San Martín (F)           | 2 - 0     | Sol de América (F) | 17 de Octubre               | 21 de mayo | 16:30    |
| Sarmiento (R)            | 1 - 1     | 9 de Julio (R)     | Centenario                  | 21 de mayo | 18:00    |
| Libre: Central Norte (S) |           |                    |                             |            |          |

| Fecha 13                  | Fecha 13  | Fecha 13            | Fecha 13                 | Fecha 13   | Fecha 13 |
| Local                     | Resultado | Visitante           | Estadio                  | Fecha      | Hora     |
| ------------------------- | --------- | ------------------- | ------------------------ | ---------- | -------- |
| Boca Unidos               | 1 - 0     | Crucero del Norte   | Leoncio Benítez          | 28 de mayo | 15:30    |
| 9 de Julio (R)            | 1 - 0     | San Martín (F)      | Germán Solterman         | 28 de mayo | 15:30    |
| Sol de América (F)        | 0 - 0     | Gimnasia y Tiro (S) | Sol de América           | 28 de mayo | 17:00    |
| Central Norte (S)         | 2 - 3     | Sarmiento (R)       | Padre Ernesto Martearena | 29 de mayo | 21:30    |
| Libre: Juventud Antoniana |           |                     |                          |            |          |

| Fecha 14             | Fecha 14  | Fecha 14           | Fecha 14                    | Fecha 14   | Fecha 14 |
| Local                | Resultado | Visitante          | Estadio                     | Fecha      | Hora     |
| -------------------- | --------- | ------------------ | --------------------------- | ---------- | -------- |
| Juventud Antoniana   | 2 - 1     | Boca Unidos        | Padre Ernesto Martearena    | 2 de junio | 22:15    |
| San Martín (F)       | 2 - 0     | Central Norte (S)  | 17 de Octubre               | 4 de junio | 16:00    |
| Gimnasia y Tiro (S)  | 2 - 0     | 9 de Julio (R)     | El Gigante del Norte        | 4 de junio | 16:00    |
| Crucero del Norte    | 2 - 1     | Sol de América (F) | Comandante Andrés Guacurarí | 4 de junio | 16:00    |
| Libre: Sarmiento (R) |           |                    |                             |            |          |

| Fecha 15           | Fecha 15  | Fecha 15            | Fecha 15                 | Fecha 15    | Fecha 15 |
| Local              | Resultado | Visitante           | Estadio                  | Fecha       | Hora     |
| ------------------ | --------- | ------------------- | ------------------------ | ----------- | -------- |
| Sol de América (F) | 1 - 0     | Juventud Antoniana  | Sol de América           | 11 de junio | 16:00    |
| Central Norte (S)  | 0 - 0     | Gimnasia y Tiro (S) | Padre Ernesto Martearena | 11 de junio | 17:00    |
| 9 de Julio (R)     | 2 - 1     | Crucero del Norte   | Germán Solterman         | 11 de junio | 17:30    |
| Sarmiento (R)      | 1 - 0     | San Martín (F)      | Centenario               | 11 de junio | 18:00    |
| Libre: Boca Unidos |           |                     |                          |             |          |

| Fecha 16              | Fecha 16  | Fecha 16           | Fecha 16                    | Fecha 16    | Fecha 16 |
| Local                 | Resultado | Visitante          | Estadio                     | Fecha       | Hora     |
| --------------------- | --------- | ------------------ | --------------------------- | ----------- | -------- |
| Crucero del Norte     | 1 - 2     | Central Norte (S)  | Comandante Andrés Guacurarí | 17 de junio | 15:30    |
| Boca Unidos           | 2 - 2     | Sol de América (F) | Leoncio Benítez             | 17 de junio | 15:30    |
| Gimnasia y Tiro (S)   | 0 - 0     | Sarmiento (R)      | El Gigante del Norte        | 18 de junio | 16:30    |
| Juventud Antoniana    | 1 - 1     | 9 de Julio (R)     | Padre Ernesto Martearena    | 18 de junio | 18:00    |
| Libre: San Martín (F) |           |                    |                             |             |          |

| Fecha 17                  | Fecha 17  | Fecha 17            | Fecha 17                 | Fecha 17    | Fecha 17 |
| Local                     | Resultado | Visitante           | Estadio                  | Fecha       | Hora     |
| ------------------------- | --------- | ------------------- | ------------------------ | ----------- | -------- |
| San Martín (F)            | 0 - 1     | Gimnasia y Tiro (S) | 17 de Octubre            | 23 de junio | 15:30    |
| Central Norte (S)         | 2 - 1     | Juventud Antoniana  | Padre Ernesto Martearena | 23 de junio | 22:00    |
| 9 de Julio (R)            | 2 - 0     | Boca Unidos         | Germán Solterman         | 24 de junio | 15:00    |
| Sarmiento (R)             | 3 - 1     | Crucero del Norte   | Centenario               | 24 de junio | 16:30    |
| Libre: Sol de América (F) |           |                     |                          |             |          |

| Fecha 18                   | Fecha 18  | Fecha 18          | Fecha 18                    | Fecha 18    | Fecha 18 |
| Local                      | Resultado | Visitante         | Estadio                     | Fecha       | Hora     |
| -------------------------- | --------- | ----------------- | --------------------------- | ----------- | -------- |
| Crucero del Norte          | 1 - 0     | San Martín (F)    | Comandante Andrés Guacurarí | 28 de junio | 14:00    |
| Boca Unidos                | 0 - 0     | Central Norte (S) | Leoncio Benítez             | 28 de junio | 15:00    |
| Sol de América (F)         | 1 - 0     | 9 de Julio (R)    | Sol de América              | 28 de junio | 15:00    |
| Juventud Antoniana         | 0 - 0     | Sarmiento (R)     | Padre Ernesto Martearena    | 28 de junio | 22:00    |
| Libre: Gimnasia y Tiro (S) |           |                   |                             |             |          |

##### Tercera rueda
| Fecha 19              | Fecha 19  | Fecha 19            | Fecha 19                    | Fecha 19   | Fecha 19 |
| Local                 | Resultado | Visitante           | Estadio                     | Fecha      | Hora     |
| --------------------- | --------- | ------------------- | --------------------------- | ---------- | -------- |
| Crucero del Norte     | 0 - 0     | Gimnasia y Tiro (S) | Comandante Andrés Guacurarí | 2 de julio | 15:00    |
| Boca Unidos           | 1 - 0     | Sarmiento (R)       | Leoncio Benítez             | 2 de julio | 15:45    |
| Sol de América (F)    | 1 - 2     | Central Norte (S)   | Sol de América              | 2 de julio | 16:30    |
| Juventud Antoniana    | 1 - 0     | San Martín (F)      | Fray Honorato Pistoia       | 2 de julio | 17:30    |
| Libre: 9 de Julio (R) |           |                     |                             |            |          |

| Fecha 20                 | Fecha 20  | Fecha 20           | Fecha 20                 | Fecha 20   | Fecha 20 |
| Local                    | Resultado | Visitante          | Estadio                  | Fecha      | Hora     |
| ------------------------ | --------- | ------------------ | ------------------------ | ---------- | -------- |
| San Martín (F)           | 1 - 1     | Boca Unidos        | 17 de Octubre            | 8 de julio | 16:00    |
| Gimnasia y Tiro (S)      | 4 - 1     | Juventud Antoniana | El Gigante del Norte     | 9 de julio | 15:30    |
| Sarmiento (R)            | 3 - 0     | Sol de América (F) | Centenario               | 9 de julio | 16:00    |
| Central Norte (S)        | 3 - 2     | 9 de Julio (R)     | Padre Ernesto Martearena | 9 de julio | 17:30    |
| Libre: Crucero del Norte |           |                    |                          |            |          |

| Fecha 21                 | Fecha 21  | Fecha 21            | Fecha 21                 | Fecha 21    | Fecha 21 |
| Local                    | Resultado | Visitante           | Estadio                  | Fecha       | Hora     |
| ------------------------ | --------- | ------------------- | ------------------------ | ----------- | -------- |
| 9 de Julio (R)           | 2 - 1     | Sarmiento (R)       | Germán Solterman         | 14 de julio | 13:00    |
| Boca Unidos              | 0 - 0     | Gimnasia y Tiro (S) | Leoncio Benítez          | 15 de julio | 15:30    |
| Sol de América (F)       | 1 - 0     | San Martín (F)      | Sol de América           | 16 de julio | 15:35    |
| Juventud Antoniana       | 0 - 0     | Crucero del Norte   | Padre Ernesto Martearena | 16 de julio | 16:00    |
| Libre: Central Norte (S) |           |                     |                          |             |          |

| Fecha 22                  | Fecha 22  | Fecha 22           | Fecha 22                    | Fecha 22    | Fecha 22 |
| Local                     | Resultado | Visitante          | Estadio                     | Fecha       | Hora     |
| ------------------------- | --------- | ------------------ | --------------------------- | ----------- | -------- |
| Crucero del Norte         | 1 - 3     | Boca Unidos        | Comandante Andrés Guacurarí | 22 de julio | 15:30    |
| Sarmiento (R)             | 1 - 2     | Central Norte (S)  | Centenario                  | 22 de julio | 17:15    |
| Gimnasia y Tiro (S)       | 1 - 0     | Sol de América (F) | El Gigante del Norte        | 23 de julio | 15:30    |
| San Martín (F)            | 2 - 1     | 9 de Julio (R)     | 17 de Octubre               | 23 de julio | 15:30    |
| Libre: Juventud Antoniana |           |                    |                             |             |          |

| Fecha 23             | Fecha 23  | Fecha 23            | Fecha 23                 | Fecha 23    | Fecha 23 |
| Local                | Resultado | Visitante           | Estadio                  | Fecha       | Hora     |
| -------------------- | --------- | ------------------- | ------------------------ | ----------- | -------- |
| 9 de Julio (R)       | 0 - 0     | Gimnasia y Tiro (S) | Germán Solterman         | 29 de julio | 15:00    |
| Boca Unidos          | 1 - 0     | Juventud Antoniana  | Leoncio Benítez          | 29 de julio | 15:30    |
| Sol de América (F)   | 1 - 1     | Crucero del Norte   | Sol de América           | 29 de julio | 15:55    |
| Central Norte (S)    | 0 - 0     | San Martín (F)      | Padre Ernesto Martearena | 29 de julio | 21:00    |
| Libre: Sarmiento (R) |           |                     |                          |             |          |

| Fecha 24            | Fecha 24  | Fecha 24           | Fecha 24                    | Fecha 24    | Fecha 24 |
| Local               | Resultado | Visitante          | Estadio                     | Fecha       | Hora     |
| ------------------- | --------- | ------------------ | --------------------------- | ----------- | -------- |
| Crucero del Norte   | 2 - 2     | 9 de Julio (R)     | Comandante Andrés Guacurarí | 2 de agosto | 15:00    |
| Gimnasia y Tiro (S) | 1 - 1     | Central Norte (S)  | El Gigante del Norte        | 2 de agosto | 15:30    |
| San Martín (F)      | 5 - 0     | Sarmiento (R)      | 17 de Octubre               | 2 de agosto | 16:00    |
| Juventud Antoniana  | 1 - 1     | Sol de América (F) | Fray Honorato Pistoia       | 2 de agosto | 22:00    |
| Libre: Boca Unidos  |           |                    |                             |             |          |

| Fecha 25              | Fecha 25  | Fecha 25            | Fecha 25           | Fecha 25    | Fecha 25 |
| Local                 | Resultado | Visitante           | Estadio            | Fecha       | Hora     |
| --------------------- | --------- | ------------------- | ------------------ | ----------- | -------- |
| Sarmiento (R)         | 2 - 1     | Gimnasia y Tiro (S) | Centenario         | 6 de agosto | 17:00    |
| Central Norte (S)     | 1 - 1     | Crucero del Norte   | Doctor Luis Güemes | 6 de agosto | 17:00    |
| 9 de Julio (R)        | 2 - 0     | Juventud Antoniana  | Germán Solterman   | 6 de agosto | 19:00    |
| Sol de América (F)    | 2 - 1     | Boca Unidos         | Sol de América     | 6 de agosto | 20:00    |
| Libre: San Martín (F) |           |                     |                    |             |          |

| Fecha 26                  | Fecha 26  | Fecha 26          | Fecha 26                    | Fecha 26     | Fecha 26 |
| Local                     | Resultado | Visitante         | Estadio                     | Fecha        | Hora     |
| ------------------------- | --------- | ----------------- | --------------------------- | ------------ | -------- |
| Crucero del Norte         | 0 - 0     | Sarmiento (R)     | Comandante Andrés Guacurarí | 19 de agosto | 16:00    |
| Boca Unidos               | 1 - 1     | 9 de Julio (R)    | Leoncio Benítez             | 20 de agosto | 15:30    |
| Gimnasia y Tiro (S)       | 3 - 0     | San Martín (F)    | El Gigante del Norte        | 20 de agosto | 15:30    |
| Juventud Antoniana        | 0 - 1     | Central Norte (S) | Fray Honorato Pistoia       | 20 de agosto | 17:30    |
| Libre: Sol de América (F) |           |                   |                             |              |          |

| Fecha 27                   | Fecha 27  | Fecha 27           | Fecha 27                 | Fecha 27     | Fecha 27 |
| Local                      | Resultado | Visitante          | Estadio                  | Fecha        | Hora     |
| -------------------------- | --------- | ------------------ | ------------------------ | ------------ | -------- |
| Sarmiento (R)              | 1 - 1     | Juventud Antoniana | Centenario               | 26 de agosto | 16:00    |
| San Martín (F)             | 1 - 0     | Crucero del Norte  | 17 de Octubre            | 27 de agosto | 16:30    |
| Central Norte (S)          | 3 - 0     | Boca Unidos        | Padre Ernesto Martearena | 27 de agosto | 17:00    |
| 9 de Julio (R)             | 2 - 0     | Sol de América (F) | Germán Solterman         | 27 de agosto | 19:00    |
| Libre: Gimnasia y Tiro (S) |           |                    |                          |              |          |

##### Cuarta rueda
| Fecha 28              | Fecha 28  | Fecha 28           | Fecha 28                 | Fecha 28        | Fecha 28 |
| Local                 | Resultado | Visitante          | Estadio                  | Fecha           | Hora     |
| --------------------- | --------- | ------------------ | ------------------------ | --------------- | -------- |
| Gimnasia y Tiro (S)   | 1 - 0     | Crucero del Norte  | El Gigante del Norte     | 3 de septiembre | 15:30    |
| Sarmiento (R)         | 1 - 2     | Boca Unidos        | Centenario               | 3 de septiembre | 16:00    |
| San Martín (F)        | 3 - 0     | Juventud Antoniana | 17 de Octubre            | 3 de septiembre | 16:30    |
| Central Norte (S)     | 2 - 1     | Sol de América (F) | Padre Ernesto Martearena | 3 de septiembre | 17:00    |
| Libre: 9 de Julio (R) |           |                    |                          |                 |          |

| Fecha 29                 | Fecha 29  | Fecha 29            | Fecha 29                 | Fecha 29        | Fecha 29 |
| Local                    | Resultado | Visitante           | Estadio                  | Fecha           | Hora     |
| ------------------------ | --------- | ------------------- | ------------------------ | --------------- | -------- |
| 9 de Julio (R)           | 1 - 1     | Central Norte (S)   | Germán Solterman         | 8 de septiembre | 20:30    |
| Juventud Antoniana       | 0 - 0     | Gimnasia y Tiro (S) | Padre Ernesto Martearena | 8 de septiembre | 22:00    |
| Sol de América (F)       | 2 - 0     | Sarmiento (R)       | Sol de América           | 9 de septiembre | 15:00    |
| Boca Unidos              | 2 - 0     | San Martín (F)      | Leoncio Benítez          | 9 de septiembre | 16:00    |
| Libre: Crucero del Norte |           |                     |                          |                 |          |

| Fecha 30                 | Fecha 30  | Fecha 30           | Fecha 30                    | Fecha 30         | Fecha 30 |
| Local                    | Resultado | Visitante          | Estadio                     | Fecha            | Hora     |
| ------------------------ | --------- | ------------------ | --------------------------- | ---------------- | -------- |
| Gimnasia y Tiro (S)      | 1 - 0     | Boca Unidos        | El Gigante del Norte        | 13 de septiembre | 15:00    |
| San Martín (F)           | 1 - 0     | Sol de América (F) | 17 de Octubre               | 13 de septiembre | 15:30    |
| Sarmiento (R)            | 0 - 0     | 9 de Julio (R)     | Centenario                  | 13 de septiembre | 16:00    |
| Crucero del Norte        | 2 - 0     | Juventud Antoniana | Comandante Andrés Guacurarí | 13 de septiembre | 17:00    |
| Libre: Central Norte (S) |           |                    |                             |                  |          |

| Fecha 31                  | Fecha 31  | Fecha 31            | Fecha 31           | Fecha 31         | Fecha 31 |
| Local                     | Resultado | Visitante           | Estadio            | Fecha            | Hora     |
| ------------------------- | --------- | ------------------- | ------------------ | ---------------- | -------- |
| Boca Unidos               | 2 - 1     | Crucero del Norte   | Leoncio Benítez    | 17 de septiembre | 16:00    |
| Sol de América (F)        | 0 - 2     | Gimnasia y Tiro (S) | Sol de América     | 17 de septiembre | 17:00    |
| Central Norte (S)         | 1 - 0     | Sarmiento (R)       | Doctor Luis Güemes | 17 de septiembre | 17:30    |
| 9 de Julio (R)            | 2 - 1     | San Martín (F)      | Germán Solterman   | 17 de septiembre | 19:00    |
| Libre: Juventud Antoniana |           |                     |                    |                  |          |

| Fecha 32             | Fecha 32  | Fecha 32           | Fecha 32                    | Fecha 32         | Fecha 32 |
| Local                | Resultado | Visitante          | Estadio                     | Fecha            | Hora     |
| -------------------- | --------- | ------------------ | --------------------------- | ---------------- | -------- |
| Gimnasia y Tiro (S)  | 1 - 0     | 9 de Julio (R)     | El Gigante del Norte        | 24 de septiembre | 15:00    |
| San Martín (F)       | 1 - 1     | Central Norte (S)  | 17 de Octubre               | 24 de septiembre | 16:00    |
| Crucero del Norte    | 0 - 0     | Sol de América (F) | Comandante Andrés Guacurarí | 24 de septiembre | 17:05    |
| Juventud Antoniana   | 2 - 2     | Boca Unidos        | Padre Ernesto Martearena    | 24 de septiembre | 17:05    |
| Libre: Sarmiento (R) |           |                    |                             |                  |          |

| Fecha 33           | Fecha 33  | Fecha 33            | Fecha 33           | Fecha 33     | Fecha 33 |
| Local              | Resultado | Visitante           | Estadio            | Fecha        | Hora     |
| ------------------ | --------- | ------------------- | ------------------ | ------------ | -------- |
| Sarmiento (R)      | 1 - 2     | San Martín (F)      | Centenario         | 1 de octubre | 16:30    |
| Sol de América (F) | 2 - 1     | Juventud Antoniana  | Sol de América     | 1 de octubre | 18:15    |
| 9 de Julio (R)     | 0 - 1     | Crucero del Norte   | Germán Solterman   | 1 de octubre | 18:15    |
| Central Norte (S)  | 2 - 0     | Gimnasia y Tiro (S) | Doctor Luis Güemes | 1 de octubre | 18:35    |
| Libre: Boca Unidos |           |                     |                    |              |          |

| Fecha 34              | Fecha 34  | Fecha 34           | Fecha 34                    | Fecha 34     | Fecha 34 |
| Local                 | Resultado | Visitante          | Estadio                     | Fecha        | Hora     |
| --------------------- | --------- | ------------------ | --------------------------- | ------------ | -------- |
| Crucero del Norte     | 1 - 2     | Central Norte (S)  | Comandante Andrés Guacurarí | 7 de octubre | 16:00    |
| Gimnasia y Tiro (S)   | 1 - 0     | Sarmiento (R)      | El Gigante del Norte        | 8 de octubre | 16:00    |
| Boca Unidos           | 1 - 1     | Sol de América (F) | Leoncio Benítez             | 8 de octubre | 18:30    |
| Juventud Antoniana    | 0 - 3     | 9 de Julio (R)     | Padre Ernesto Martearena    | 8 de octubre | 19:00    |
| Libre: San Martín (F) |           |                    |                             |              |          |

| Fecha 35                  | Fecha 35  | Fecha 35            | Fecha 35                 | Fecha 35      | Fecha 35 |
| Local                     | Resultado | Visitante           | Estadio                  | Fecha         | Hora     |
| ------------------------- | --------- | ------------------- | ------------------------ | ------------- | -------- |
| 9 de Julio (R)            | 2 - 0     | Boca Unidos         | Germán Solterman         | 13 de octubre | 20:30    |
| Sarmiento (R)             | 2 - 2     | Crucero del Norte   | Centenario               | 14 de octubre | 16:30    |
| San Martín (F)            | 3 - 0     | Gimnasia y Tiro (S) | 17 de Octubre            | 15 de octubre | 17:00    |
| Central Norte (S)         | 1 - 3     | Juventud Antoniana  | Padre Ernesto Martearena | 15 de octubre | 18:30    |
| Libre: Sol de América (F) |           |                     |                          |               |          |

| Fecha 36                   | Fecha 36  | Fecha 36          | Fecha 36                    | Fecha 36      | Fecha 36 |
| Local                      | Resultado | Visitante         | Estadio                     | Fecha         | Hora     |
| -------------------------- | --------- | ----------------- | --------------------------- | ------------- | -------- |
| Crucero del Norte          | 1 - 0     | San Martín (F)    | Comandante Andrés Guacurarí | 29 de octubre | 17:00    |
| Juventud Antoniana         | 0 - 0     | Sarmiento (R)     | Padre Ernesto Martearena    | 29 de octubre | 17:00    |
| Boca Unidos                | 1 - 0     | Central Norte (S) | Leoncio Benítez             | 29 de octubre | 17:00    |
| Sol de América (F)         | 2 - 0     | 9 de Julio (R)    | Sol de América              | 29 de octubre | 17:00    |
| Libre: Gimnasia y Tiro (S) |           |                   |                             |               |          |

## Clasificación a la Copa Argentina 2024

### Tabla de terceros
| Pos. | Equipo                       | Pts. | PJ | PG | PE | PP | GF | GC | Dif. |
| ---- | ---------------------------- | ---- | -- | -- | -- | -- | -- | -- | ---- |
| 1.º  | Juventud Unida Universitario | 51   | 32 | 13 | 12 | 7  | 33 | 23 | 10   |
| 2.º  | Sportivo Las Parejas         | 47   | 32 | 14 | 5  | 13 | 37 | 33 | 4    |
| 3.º  | Cipolletti                   | 47   | 32 | 13 | 8  | 11 | 35 | 34 | 1    |
| 4.º  | Boca Unidos                  | 46   | 32 | 12 | 10 | 10 | 31 | 36 | −5   |

|  | Clasificaron a la Copa Argentina 2024. |

## Definición de los descensos
Luego de finalizada la Etapa clasificatoria, el Consejo Federal decidió reducir a dos los cuatro descensos que estaban establecidos en el reglamento original de la competición. En consecuencia, los cuatro equipos que ocuparon el último puesto en su respectiva zona se enfrentaron en dos llaves determinadas por cercanía geográfica, para decidir los descensos al Torneo Regional Federal Amateur. La instancia se jugó a un solo partido, en cancha neutral.
| Partido 1                                                 | Partido 1 | Partido 1    | Partido 1       | Partido 1      | Partido 1 |
| Equipo 1                                                  | Resultado | Equipo 2     | Estadio         | Fecha          | Hora      |
| --------------------------------------------------------- | --------- | ------------ | --------------- | -------------- | --------- |
| Gimnasia y Esgrima (CdU)                                  | 2 - 0     | Liniers (BB) | 4 de Septiembre | 5 de noviembre | 16:00     |
| Liniers (BB) descendió al Torneo Regional Federal Amateur |           |              |                 |                |           |

| 1. |

| Partido 2                                                         | Partido 2 | Partido 2            | Partido 2      | Partido 2      | Partido 2 |
| Equipo 1                                                          | Resultado | Equipo 2             | Estadio        | Fecha          | Hora      |
| ----------------------------------------------------------------- | --------- | -------------------- | -------------- | -------------- | --------- |
| Juventud Antoniana                                                | 3 - 1     | Sportivo Peñarol (C) | Arturo Miranda | 5 de noviembre | 17:00     |
| Sportivo Peñarol (C) descendió al Torneo Regional Federal Amateur |           |                      |                |                |           |

## Etapa eliminatoria
Los dieciséis equipos clasificados se enfrentaron en cuatro rondas por eliminación directa, a un solo partido. En las primeras tres fases en el estadio de los mejor ubicados en la tabla de ordenamiento, y en la final en cancha neutral. De haberse producido empate, el equipo que ejerció la localía avanzó de ronda. En la final se ejecutaron tiros desde el punto penal.
El ganador fue campeón y obtuvo el ascenso a la Primera Nacional. El perdedor jugó un partido de promoción contra el ganador del Torneo reducido de la Primera B 2023, por un nuevo ascenso.

### Cuadro de desarrollo
|  | Primera ronda      | Primera ronda                | Primera ronda      |                     |       | Segunda ronda            | Segunda ronda   | Segunda ronda   |  |   | Tercera ronda   | Tercera ronda   | Tercera ronda   |  |   | Final          | Final          | Final          |  |
|  | 4 y 5 de noviembre | 4 y 5 de noviembre           | 4 y 5 de noviembre |                     |       | 12 de noviembre          | 12 de noviembre | 12 de noviembre |  |   | 26 de noviembre | 26 de noviembre | 26 de noviembre |  |   | 3 de diciembre | 3 de diciembre | 3 de diciembre |  |
|  |                    |                              |                    |                     |       |                          |                 |                 |  |   |                 |                 |                 |  |   |                |                |                |  |
|  |                    |                              |                    |                     |       |                          |                 |                 |  |   |                 |                 |                 |  |   |                |                |                |  |
|  | 2                  | Douglas Haig (v.d.)          | 0                  |                     |       |                          |                 |                 |  |   |                 |                 |                 |  |   |                |                |                |  |
|  | 2                  | Douglas Haig (v.d.)          | 0                  |                     |       |                          |                 |                 |  |   |                 |                 |                 |  |   |                |                |                |  |
|  | 15                 | Ramón Santamarina            | 0                  |                     |       |                          |                 |                 |  |   |                 |                 |                 |  |   |                |                |                |  |
|  | 15                 | Ramón Santamarina            | 0                  |                     | 2     | Douglas Haig             | 5               |                 |  |   |                 |                 |                 |  |   |                |                |                |  |
|  |                    |                              |                    |                     | 2     | Douglas Haig             | 5               |                 |  |   |                 |                 |                 |  |   |                |                |                |  |
|  |                    |                              | 7                  | Central Norte (S)   | 0     |                          |                 |                 |  |   |                 |                 |                 |  |   |                |                |                |  |
|  | 7                  | Central Norte (S)            | 7                  | Central Norte (S)   | 0     | 3                        |                 |                 |  |   |                 |                 |                 |  |   |                |                |                |  |
|  | 7                  | Central Norte (S)            |                    |                     |       |                          |                 |                 |  |   |                 |                 |                 |  |   |                |                |                |  |
|  | 10                 | Sportivo Las Parejas         | 1                  |                     |       |                          |                 |                 |  |   |                 |                 |                 |  |   |                |                |                |  |
|  | 10                 | Sportivo Las Parejas         | 1                  |                     |       |                          |                 |                 |  | 2 | Douglas Haig    | 2               |                 |  |   |                |                |                |  |
|  |                    |                              |                    |                     |       |                          |                 |                 |  | 2 | Douglas Haig    | 2               |                 |  |   |                |                |                |  |
|  |                    |                              | 3                  | Ciudad de Bolívar   | 1     |                          |                 |                 |  |   |                 |                 |                 |  |   |                |                |                |  |
|  | 3                  | Ciudad de Bolívar            | 3                  | Ciudad de Bolívar   | 1     | 3                        |                 |                 |  |   |                 |                 |                 |  |   |                |                |                |  |
|  | 3                  | Ciudad de Bolívar            |                    |                     |       |                          |                 |                 |  |   |                 |                 |                 |  |   |                |                |                |  |
|  | 14                 | Sol de América (F)           | 1                  |                     |       |                          |                 |                 |  |   |                 |                 |                 |  |   |                |                |                |  |
|  | 14                 | Sol de América (F)           | 1                  |                     | 3     | Ciudad de Bolívar (v.d.) | 1               |                 |  |   |                 |                 |                 |  |   |                |                |                |  |
|  |                    |                              |                    |                     | 3     | Ciudad de Bolívar (v.d.) | 1               |                 |  |   |                 |                 |                 |  |   |                |                |                |  |
|  |                    |                              | 6                  | Argentino (MM)      | 1     |                          |                 |                 |  |   |                 |                 |                 |  |   |                |                |                |  |
|  | 6                  | Argentino (MM)               | 6                  | Argentino (MM)      | 1     | 4                        |                 |                 |  |   |                 |                 |                 |  |   |                |                |                |  |
|  | 6                  | Argentino (MM)               |                    |                     |       |                          |                 |                 |  |   |                 |                 |                 |  |   |                |                |                |  |
|  | 11                 | Cipolletti                   | 0                  |                     |       |                          |                 |                 |  |   |                 |                 |                 |  |   |                |                |                |  |
|  | 11                 | Cipolletti                   | 0                  |                     |       |                          |                 |                 |  |   |                 |                 |                 |  | 1 | Douglas Haig   | 1 (1)          |                |  |
|  |                    |                              |                    |                     |       |                          |                 |                 |  |   |                 |                 |                 |  | 1 | Douglas Haig   | 1 (1)          |                |  |
|  |                    |                              | 2                  | Gimnasia y Tiro (S) | 1 (3) |                          |                 |                 |  |   |                 |                 |                 |  |   |                |                |                |  |
|  | 1                  | Olimpo                       | 2                  | Gimnasia y Tiro (S) | 1 (3) | 2                        |                 |                 |  |   |                 |                 |                 |  |   |                |                |                |  |
|  | 1                  | Olimpo                       |                    |                     |       |                          |                 |                 |  |   |                 |                 |                 |  |   |                |                |                |  |
|  | 16                 | Atenas (RC)                  | 0                  |                     |       |                          |                 |                 |  |   |                 |                 |                 |  |   |                |                |                |  |
|  | 16                 | Atenas (RC)                  | 0                  |                     | 1     | Olimpo                   | 1               |                 |  |   |                 |                 |                 |  |   |                |                |                |  |
|  |                    |                              |                    |                     | 1     | Olimpo                   | 1               |                 |  |   |                 |                 |                 |  |   |                |                |                |  |
|  |                    |                              | 8                  | Independiente (C)   | 0     |                          |                 |                 |  |   |                 |                 |                 |  |   |                |                |                |  |
|  | 8                  | Independiente (C) (v.d.)     | 8                  | Independiente (C)   | 0     | 1                        |                 |                 |  |   |                 |                 |                 |  |   |                |                |                |  |
|  | 8                  | Independiente (C) (v.d.)     |                    |                     |       |                          |                 |                 |  |   |                 |                 |                 |  |   |                |                |                |  |
|  | 9                  | Juventud Unida Universitario | 1                  |                     |       |                          |                 |                 |  |   |                 |                 |                 |  |   |                |                |                |  |
|  | 9                  | Juventud Unida Universitario | 1                  |                     |       |                          |                 |                 |  | 1 | Olimpo          | 0               |                 |  |   |                |                |                |  |
|  |                    |                              |                    |                     |       |                          |                 |                 |  | 1 | Olimpo          | 0               |                 |  |   |                |                |                |  |
|  |                    |                              | 4                  | Gimnasia y Tiro (S) | 1     |                          |                 |                 |  |   |                 |                 |                 |  |   |                |                |                |  |
|  | 4                  | Gimnasia y Tiro (S)          | 4                  | Gimnasia y Tiro (S) | 1     | 2                        |                 |                 |  |   |                 |                 |                 |  |   |                |                |                |  |
|  | 4                  | Gimnasia y Tiro (S)          |                    |                     |       |                          |                 |                 |  |   |                 |                 |                 |  |   |                |                |                |  |
|  | 13                 | Sportivo Belgrano            | 0                  |                     |       |                          |                 |                 |  |   |                 |                 |                 |  |   |                |                |                |  |
|  | 13                 | Sportivo Belgrano            | 0                  |                     | 4     | Gimnasia y Tiro (S)      | 1               |                 |  |   |                 |                 |                 |  |   |                |                |                |  |
|  |                    |                              |                    |                     | 4     | Gimnasia y Tiro (S)      | 1               |                 |  |   |                 |                 |                 |  |   |                |                |                |  |
|  |                    |                              | 5                  | Villa Mitre         | 0     |                          |                 |                 |  |   |                 |                 |                 |  |   |                |                |                |  |
|  | 5                  | Villa Mitre                  | 5                  | Villa Mitre         | 0     | 1                        |                 |                 |  |   |                 |                 |                 |  |   |                |                |                |  |
|  | 5                  | Villa Mitre                  |                    |                     |       |                          |                 |                 |  |   |                 |                 |                 |  |   |                |                |                |  |
|  | 12                 | Boca Unidos                  | 0                  |                     |       |                          |                 |                 |  |   |                 |                 |                 |  |   |                |                |                |  |
|  | 12                 | Boca Unidos                  | 0                  |                     |       |                          |                 |                 |  |   |                 |                 |                 |  |   |                |                |                |  |
|  |                    |                              |                    |                     |       |                          |                 |                 |  |   |                 |                 |                 |  |   |                |                |                |  |

### Primera ronda
Se enfrentaron los dieciséis equipos provenientes de la Etapa clasificatoria. Los emparejamientos se produjeron entre los sucesivos mejor y peor ubicados en la tabla de ordenamiento (1 con 16, 2 con 15, 3 con 14, 4 con 13, 5 con 12, 6 con 11, 7 con 10 y 8 con 9).

#### Tabla de ordenamiento
Los equipos se ordenaron del 1 al 16, según la posición ocupada en su respectiva zona en la Etapa clasificatoria.
| Orden | Equipo                       | Pos. | Pts. | GF | GC | Dif. |
| ----- | ---------------------------- | ---- | ---- | -- | -- | ---- |
| 1     | Olimpo                       | 1.º  | 70   | 58 | 20 | 38   |
| 2     | Douglas Haig                 | 1.º  | 67   | 43 | 22 | 21   |
| 3     | Ciudad de Bolívar            | 1.º  | 59   | 45 | 25 | 20   |
| 4     | Gimnasia y Tiro (S)          | 1.º  | 59   | 32 | 17 | 15   |
| 5     | Villa Mitre                  | 2.º  | 67   | 55 | 15 | 40   |
| 6     | Argentino (MM)               | 2.º  | 58   | 53 | 27 | 26   |
| 7     | Central Norte (S)            | 2.º  | 49   | 38 | 30 | 8    |
| 8     | Independiente (C)            | 2.º  | '49  | 31 | 25 | 6    |
| 9     | Juventud Unida Universitario | 3.º  | 51   | 33 | 23 | 10   |
| 10    | Sportivo Las Parejas         | 3.º  | 47   | 37 | 33 | 4    |
| 11    | Cipolletti                   | 3.º  | 47   | 35 | 34 | 1    |
| 12    | Boca Unidos                  | 3.º  | 46   | 31 | 36 | -5   |
| 13    | Sportivo Belgrano            | 4.º  | 47   | 42 | 34 | 8    |
| 14    | Sol de América (F)           | 4.º  | 45   | 33 | 29 | 4    |
| 15    | Ramón Santamarina            | 4.º  | 44   | 33 | 31 | 2    |
| 16    | Atenas (RC)                  | 4.º  | 44   | 43 | 42 | 1    |

#### Resultados
| Primera ronda       | Primera ronda | Primera ronda                | Primera ronda            | Primera ronda  | Primera ronda |
| Local               | Resultado     | Visitante                    | Estadio                  | Fecha          | Hora          |
| ------------------- | ------------- | ---------------------------- | ------------------------ | -------------- | ------------- |
| Villa Mitre         | 1 - 0         | Boca Unidos                  | El Fortín (BB)           | 4 de noviembre | 20:00         |
| Ciudad de Bolívar   | 3 - 1         | Sol de América (F)           | Municipal Eva Perón      | 5 de noviembre | 15:00         |
| Gimnasia y Tiro (S) | 2 - 0         | Sportivo Belgrano            | El Gigante del Norte     | 5 de noviembre | 16:00         |
| Argentino (MM)      | 4 - 0         | Cipolletti                   | Modesto Marrone          | 5 de noviembre | 16:00         |
| Olimpo              | 2 - 0         | Atenas (RC)                  | Roberto N. Carminatti    | 5 de noviembre | 16:30         |
| Douglas Haig        | 0 - 0         | Ramón Santamarina            | Miguel Morales           | 5 de noviembre | 17:00         |
| Independiente (C)   | 1 - 1         | Juventud Unida Universitario | Raúl Orlando Lungarzo    | 5 de noviembre | 17:00         |
| Central Norte (S)   | 3 - 1         | Sportivo Las Parejas         | Padre Ernesto Martearena | 5 de noviembre | 18:00         |

### Segunda ronda
Se enfrentaron los ocho ganadores de la Primera ronda, según el procedimiento empleado anteriormente.

#### Tabla de ordenamiento
Los equipos se ordenaron del 1 al 8, según la posición ocupada en su respectiva zona en la Etapa clasificatoria.
| Orden | Equipo              | Pos. | Pts. | GF | GC | Dif. |
| ----- | ------------------- | ---- | ---- | -- | -- | ---- |
| 1     | Olimpo              | 1.º  | 70   | 58 | 20 | 38   |
| 2     | Douglas Haig        | 1.º  | 67   | 43 | 22 | 21   |
| 3     | Ciudad de Bolívar   | 1.º  | 59   | 45 | 25 | 20   |
| 4     | Gimnasia y Tiro (S) | 1.º  | 59   | 32 | 17 | 15   |
| 5     | Villa Mitre         | 2.º  | 67   | 55 | 15 | 40   |
| 6     | Argentino (MM)      | 2.º  | 58   | 53 | 27 | 26   |
| 7     | Central Norte (S)   | 2.º  | 49   | 38 | 30 | 8    |
| 8     | Independiente (C)   | 2.º  | 49   | 31 | 25 | 6    |

#### Resultados
| Segunda ronda       | Segunda ronda | Segunda ronda     | Segunda ronda         | Segunda ronda   | Segunda ronda |
| Local               | Resultado     | Visitante         | Estadio               | Fecha           | Hora          |
| ------------------- | ------------- | ----------------- | --------------------- | --------------- | ------------- |
| Ciudad de Bolívar   | 1 - 1         | Argentino (MM)    | Municipal Eva Perón   | 12 de noviembre | 15:00         |
| Gimnasia y Tiro (S) | 1 - 0         | Villa Mitre       | El Gigante del Norte  | 12 de noviembre | 16:00         |
| Olimpo              | 1 - 0         | Independiente (C) | Roberto N. Carminatti | 12 de noviembre | 16:30         |
| Douglas Haig        | 5 - 0         | Central Norte (S) | Miguel Morales        | 12 de noviembre | 17:00         |

### Tercera ronda
Se enfrentaron los cuatro ganadores de la Segunda ronda, con el procedimiento anterior.

#### Tabla de ordenamiento
Los equipos se ordenaron del 1 al 4, según la posición ocupada en su respectiva zona en la Etapa clasificatoria.
| Orden | Equipo              | Pos. | Pts. | GF | GC | Dif. |
| ----- | ------------------- | ---- | ---- | -- | -- | ---- |
| 1     | Olimpo              | 1.º  | 70   | 58 | 20 | 38   |
| 2     | Douglas Haig        | 1.º  | 67   | 43 | 22 | 21   |
| 3     | Ciudad de Bolívar   | 1.º  | 59   | 45 | 25 | 20   |
| 4     | Gimnasia y Tiro (S) | 1.º  | 59   | 32 | 17 | 15   |

#### Resultados
| Tercera ronda | Tercera ronda | Tercera ronda       | Tercera ronda         | Tercera ronda   | Tercera ronda |
| Local         | Resultado     | Visitante           | Estadio               | Fecha           | Hora          |
| ------------- | ------------- | ------------------- | --------------------- | --------------- | ------------- |
| Olimpo        | 0 - 1         | Gimnasia y Tiro (S) | Roberto N. Carminatti | 26 de noviembre | 17:00         |
| Douglas Haig  | 2 - 1         | Ciudad de Bolívar   | Miguel Morales        | 26 de noviembre | 17:00         |

### Final
Se enfrentaron los dos ganadores de la Tercera ronda.

#### Resultado
| Final                                                                             | Final         | Final               | Final                       | Final          | Final |
| Equipo 1                                                                          | Resultado     | Equipo 2            | Estadio                     | Fecha          | Hora  |
| --------------------------------------------------------------------------------- | ------------- | ------------------- | --------------------------- | -------------- | ----- |
| Douglas Haig                                                                      | (1) 1 - 1 (3) | Gimnasia y Tiro (S) | Carlos Augusto Mercado Luna | 3 de diciembre | 20:00 |
| Gimnasia y Tiro (S) obtuvo el título de campeón y ascendió a la Primera Nacional. |               |                     |                             |                |       |

## Definición del tercer ascenso a la Primera Nacional
La disputaron Douglas Haig, perdedor de la final, y San Miguel, ganador del Torneo reducido de la Primera B 2023, en estadio neutral, a un solo partido. Al haber terminado empatado, se jugó un tiempo suplementario. Al persistir la igualdad, se ejecutaron tiros desde el punto penal. El ganador ascendió a la Primera Nacional.
| Partido                                   | Partido       | Partido      | Partido                 | Partido         | Partido |
| Equipo 1                                  | Resultado     | Equipo 2     | Estadio                 | Fecha           | Hora    |
| ----------------------------------------- | ------------- | ------------ | ----------------------- | --------------- | ------- |
| San Miguel                                | (6) 0 - 0 (5) | Douglas Haig | Ciudad de Vicente López | 12 de diciembre | 17:00   |
| San Miguel ascendió a la Primera Nacional |               |              |                         |                 |         |

|  |

## Goleadores
| Jugador           | Equipo            | Goles |
| ----------------- | ----------------- | ----- |
| Gabriel Serrano   | El Linqueño       | 14    |
| Diego Magno       | Central Norte (S) | 13    |
| Guillermo Sánchez | Argentino (MM)    | 13    |
| Luis Vila         | Olimpo            | 13    |
| Nicolás Johansen  | Douglas Haig      | 13    |
| Paulo Oballes     | Atenas (RC)       | 13    |
| Ricardo Tapia     | Villa Mitre       | 13    |